# Sao Thiên Vương
Sao Thiên Vương (tiếng Anh: Uranus) hay Thiên Vương Tinh (chữ Hán: 天王星) là hành tinh thứ bảy tính từ Mặt Trời, là hành tinh có bán kính lớn thứ ba và có khối lượng lớn thứ tư trong Hệ Mặt Trời. Sao Thiên Vương có thành phần tương tự như Sao Hải Vương. Cả hai có thành phần hóa học khác so với hai hành tinh khí khổng lồ lớn hơn là Sao Mộc và Sao Thổ. Vì vậy, các nhà thiên văn thỉnh thoảng đưa các hành tinh này vào danh sách "hành tinh băng khổng lồ". Khí quyển của Sao Thiên Vương tương tự như của Sao Mộc và Sao Thổ về thành phần cơ bản như hiđrô và heli. Khác là chúng chứa nhiều hợp chất dễ bay hơi như nước, amonia và methan cùng với lượng nhỏ hydrocarbon. Hành tinh này có bầu khí quyển lạnh nhất trong số các hành tinh trong Hệ Mặt Trời, với nhiệt độ cực tiểu bằng 49 K (−224 °C). Nó có cấu trúc tầng mây phức tạp. Khả năng những đám mây thấp nhất chứa chủ yếu nước trong khi methan lại chiếm chủ yếu trong những tầng mây phía trên. Ngược lại, cấu trúc bên trong Sao Thiên Vương chỉ chứa chủ yếu một lõi băng và đá.
Giống như những hành tinh khí khổng lồ khác, Sao Thiên Vương có một hệ thống vành đai, từ quyển và rất nhiều vệ tinh tự nhiên. Hệ thống Sao Thiên Vương có cấu trúc độc nhất bởi vì trục tự quay của nó bị nghiêng rất lớn, gần như song song với mặt phẳng quỹ đạo của hành tinh. Do vậy cực bắc và cực nam của hành tinh này nằm gần như tại vị trí xích đạo so với những hành tinh khác. Năm 1986, những ảnh chụp của tàu không gian Voyager 2 cho thấy Sao Thiên Vương qua ánh sáng khả kiến hiện lên với một màu gần như đồng nhất mà không có các dải mây hay cơn bão như những hành tinh khí khổng lồ khác. Các nhà thiên văn thực hiện quan sát từ mặt đất phát hiện ra dấu hiệu của sự thay đổi mùa và sự gia tăng hoạt động thời tiết trong những năm gần đây khi nó tiếp cận đến vị trí điểm phân trên quỹ đạo. Tốc độ gió trên Sao Thiên Vương đạt tới 250 mét trên giây (900 km/h).

## Lịch sử
Trái ngược lại với niềm tin của một số người. Dù rằng trên bầu trời tối đen, người ta vẫn có thể nhìn thấy hành tinh này bằng mắt thường như 5 hành tinh khác đã biết từ thời cổ đại. Sao Thiên Vương không được người xưa phát hiện bởi vì nó quá mờ và di chuyển rất chậm trên quỹ đạo. William Herschel đã phát hiện ra hành tinh này (lúc đầu ông nghĩ là sao chổi) vào ngày 13 tháng 3 năm 1781, mở rộng hiểu biết của con người ra những vùng xa xôi của Hệ Mặt Trời lần đầu tiên trong lịch sử thiên văn. Sao Thiên Vương cũng là hành tinh đầu tiên được phát hiện bằng kính thiên văn.

### Phát hiện
Một số nhà lịch sử khoa học cho rằng Sao Thiên Vương có thể đã từng được nhìn thấy bởi vài người trước khi nó được phát hiện là một hành tinh, nhưng người ta đã coi là một ngôi sao. Ghi chép sớm nhất về việc quan sát thấy nó đó là năm 1690 khi John Flamsteed đã nhìn thấy hành tinh này ít nhất sáu lần, và ông gọi nó là 34 Tauri. Nhà thiên văn Pierre Lemonnier đã quan sát thấy Sao Thiên Vương ít nhất 12 lần từ 1750 đến 1769, bao gồm trong bốn đêm liên tiếp.
William Herschel quan sát thấy hành tinh này vào đêm 13 tháng 3 năm 1781 khi đang ở vườn nhà của ông tại số 19 đường New King ở thị trấn Bath, Somerset, Vương quốc Anh (bây giờ là Bảo tàng thiên văn học Herschel), mặc dù thoạt đầu ông thông báo (ngày 26 tháng 4 năm 1781) đó là một "sao chổi". Herschel "say mê thực hiện một loạt các quan sát về thị sai của những ngôi sao cố định", bằng một kính thiên văn do ông tự thiết kế.
Ông ghi lại trong tạp chí là "Trong điểm tứ phân vị gần sao ζ Tauri (Thiên Quan)... hoặc là một Ngôi sao mờ hoặc có lẽ là một sao chổi". Ngày 17 tháng 3, ông đã viết, "Tôi lại nhìn vào Sao chổi hoặc một Ngôi sao mờ và thấy rằng nó phải là Sao chổi, bởi vì nó đã thay đổi vị trí". Khi ông trình bày khám phá của mình tại Hội Hoàng gia, ông tiếp tục nói đó là một sao chổi trong khi cũng ngầm ý nói đó là một hành tinh:
Khi tôi đầu tiên quan sát sao chổi, độ phóng đại của kính thiên văn là 227. Theo kinh nghiệm, tôi biết rằng đường kính của một ngôi sao cố định không phóng lớn tỷ lệ với độ phóng đại cao hơn của kính, nhưng hành tinh thì có; do vậy tôi tăng độ phóng đại của kính thiên văn lên 460 và 932, và thấy rằng đường kính của sao chổi tăng tỉ lệ với độ phóng đại, và như vậy, trên giả thiết nó không phải là một ngôi sao cố định, vì khi tôi so sánh với đường kính của ngôi sao nó đã không tăng theo cùng một tỷ số. Hơn nữa, qua kính thiên văn sao chổi có độ sáng phóng đại nhiều hơn so với lượng ánh sáng mà nó có thể phát ra, nó hiện lên mờ và không rõ với những độ phóng đại lớn này, trong khi đối với những ngôi sao nó vẫn sáng rõ và khác biệt và từ hàng nghìn lần quan sát tôi biết nó vẫn không đổi. Hệ quả đã chỉ ra rằng suy đoán của tôi là chắc chắn, điều này chứng tỏ nó là sao chổi như đã được quan sát sau đó.

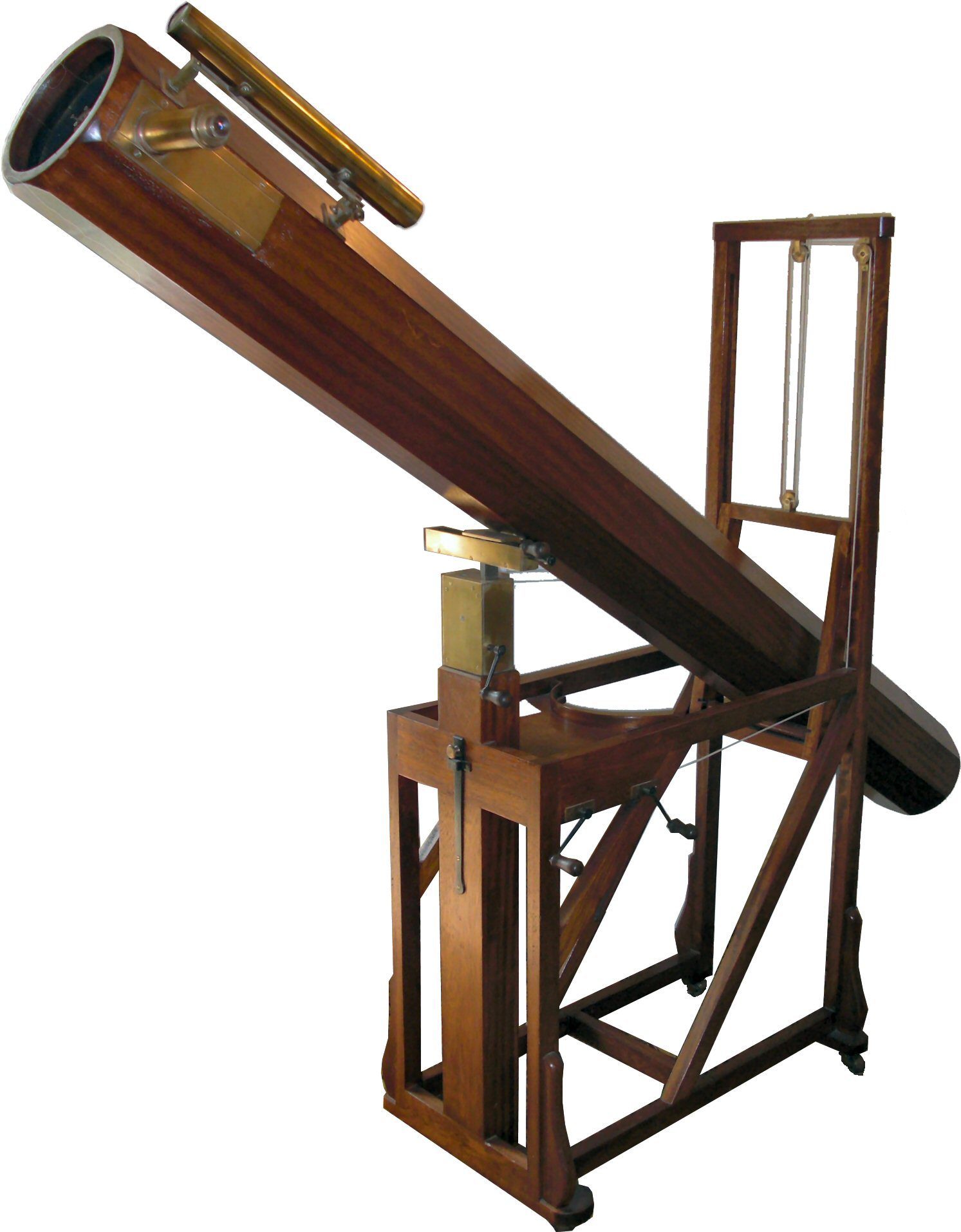
Bản sao của kính thiên văn mà Herschel sử dụng để khám phá ra Sao Thiên Vương (Bảo tàng William Herschel, Bath)

Herschel thông báo cho Nhà thiên văn Hoàng gia, Nevil Maskelyne, về khám phá của ông và nhận được thư phúc đáp một cách bối rối từ ông ngày 23 tháng 4: "Tôi không biết phải gọi nó là gì. Nó giống như một hành tinh bình thường chuyển động trên quỹ đạo gần tròn quanh Mặt Trời trong khi sao chổi lại di chuyển trên quỹ đạo có độ lệch tâm lớn. Tôi vẫn chưa nhìn thấy đầu hay đuôi của nó (sao chổi)".
Trong khi Herschel tiếp tục miêu tả một cách thận trọng vật thể ông mới phát hiện là sao chổi, những nhà thiên văn khác đã bắt đầu nghĩ theo cách khác. Nhà thiên văn Anders Johan Lexell là người đầu tiên tính ra quỹ đạo của thiên thể mới này và kết quả của quỹ đạo gần tròn buộc ông kết luận nó là hành tinh hơn là một sao chổi. Nhà thiên văn Johann Elert Bode ở Berlin nói về khám phá của Herschel là "một ngôi sao chuyển động có thể nghĩ đó là một hành tinh chưa biết đến tạm thời-như vật thể quay trên quỹ đạo tròn bên ngoài Sao Thổ". Bode cũng kết luận rằng quỹ đạo gần tròn của nó khiến nó là hành tinh hơn là một sao chổi.
Vật thể mới này sớm được chấp nhận rộng rãi là một hành tinh mới. Cho đến 1783, Herschel đã tự tiếp nhận khẳng định này khi chủ tịch Hội Hoàng gia Joseph Banks nói: "Theo khám phá của nhà thiên văn học hàng đầu châu Âu thì nó hiện lên như là một ngôi sao mới, mà tôi có vinh dự được công bố vào tháng 3 năm 1781, ngôi sao mới đó là một Hành tinh Chính trong Hệ Mặt Trời của chúng ta." Để công nhận thành tựu của ông, Vua George III trao cho Herschel một khoản tiền hàng năm là £200 với điều kiện ông sẽ chuyển đến thị trấn Windsor, Berkshire và do vậy Gia đình Hoàng gia sẽ có cơ hội quan sát bầu trời qua kính thiên văn của ông.

### Đặt tên
Maskelyne hỏi Herschel "liệu cộng đồng các nhà thiên văn có thể gọi một tên gọi nào đó cho hành tinh của ngài, mà ngài có thể tự đặt tên cho nó, [và] chúng tôi hoàn toàn thừa nhận công lao khám phá ra của ngài." Đáp lại thỉnh cầu của Maskelyne, Herschel quyết định đặt tên cho thiên thể này là Georgium Sidus (Ngôi sao George), hoặc "Hành tinh George" để vinh danh người bảo trợ mới của ông, vua George III. Ông giải thích quyết định này trong một lá thư gửi Joseph Banks:
Trong thế giới thần thoại của người cổ đại danh hiệu Sao Thủy, Sao Kim, Sao Hỏa, Sao Mộc và Sao Thổ đã được đặt cho các hành tinh, đã trở thành tên theo các vị anh hùng và vị thần. Trong kỷ nguyên triết lý hiện tại nó thật khó để chấp nhận theo cùng một phương pháp và gọi nó là Juno, Pallas, Apollo hay Minerva, cho tên gọi của thiên thể mới. Sự xem xét đầu tiên của bất kỳ một sự kiện đặc biệt nào, dường như là niên biểu của nó: nếu một người trong tương lai được hỏi khi nào thì hành tinh mới nhất được khám phá ra? Họ sẽ đưa ra một câu trả lời là, 'Trong triều đại của Vua George đệ Tam'.

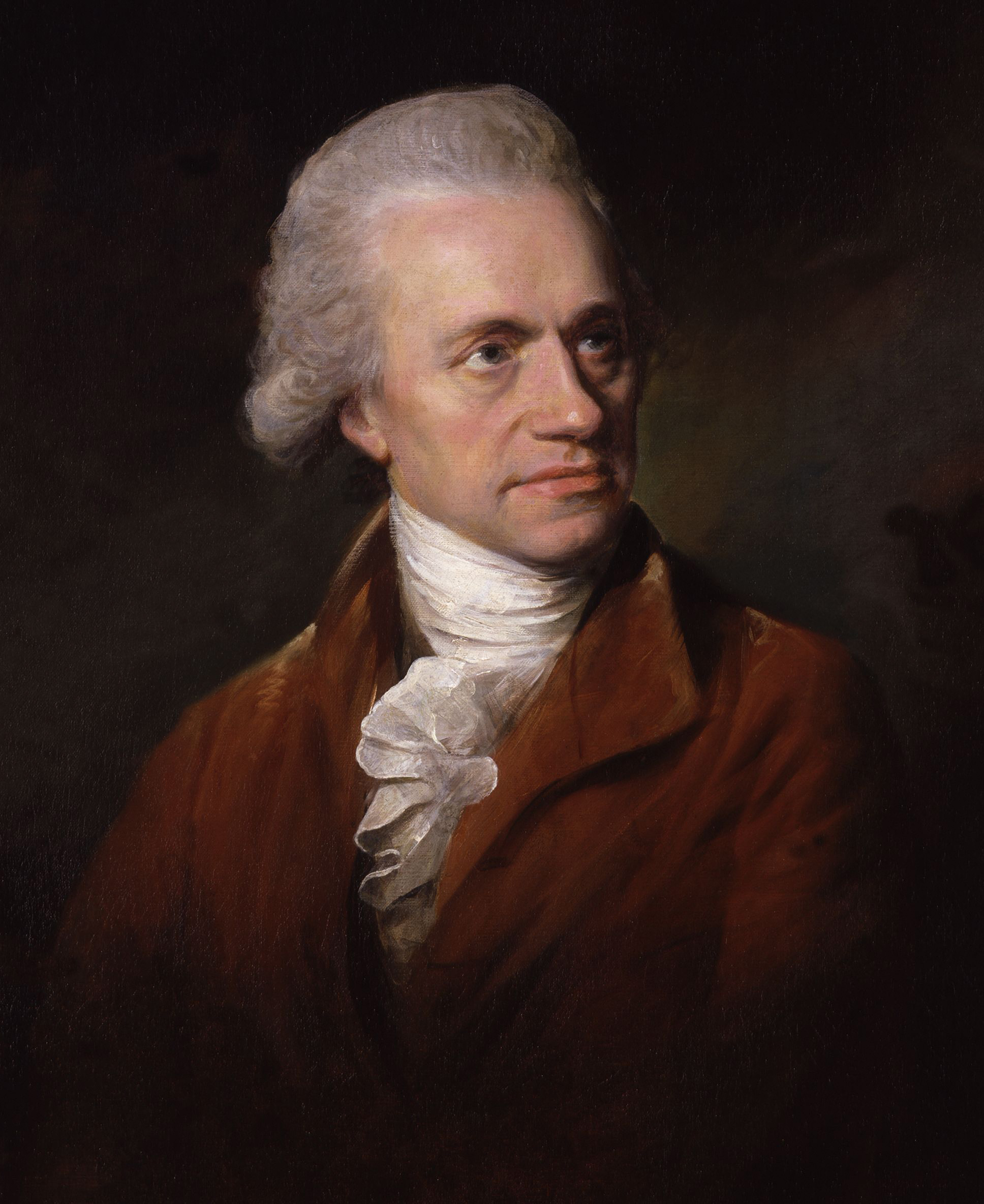
William Herschel.

Đề xuất của Herschel không phổ biến ở bên ngoài Vương quốc Anh, và đã sớm có những tên gọi khác cho hành tinh. Nhà thiên văn Jérôme Lalande đề xuất tên gọi Herschel để vinh danh chính người đã khám phá ra nó. Trong khi nhà thiên văn Erik Prosperin lại đề xuất tên Neptune mà được một số người khác ủng hộ với ý tưởng kỷ niệm chiến thắng của hạm đội Hải quân Hoàng gia Anh trong Cách mạng Mỹ bằng cách đặt tên cho hành tinh mới là Neptune George III hoặc Neptune Great Britain. Bode nêu ra tên Uranus, cách gọi Latin hóa của vị thần bầu trời, Ouranos. Bode lập luận rằng giống như Saturn là cha của Jupiter, hành tinh mới này nên đặt tên theo cha của Saturn. Năm 1789, một người bạn cùng Viện hàn lâm của Bode là Martin Klaproth đã đặt tên cho nguyên tố ông mới phát hiện ra là "urani" nhằm ủng hộ lựa chọn của Bode. Cuối cùng, đề xuất của Bode đã được sử dụng rộng rãi, và được chính thức công nhận năm 1850 khi Cơ quan Niên giám Hàng hải HM, chuyển cách sử dụng từ tên gọi Georgium Sidus thành Uranus.

### Tên gọi
Sao Thiên Vương đặt tên theo vị thần bầu trời của người Hy Lạp cổ Uranus (tiếng Hy Lạp cổ: Οὐρανός), cha của Cronus (Saturn) và ông của Zeus (Jupiter), trong tiếng Latin viết là "Ūranus". Nó là hành tinh duy nhất lấy theo tên từ một vị thần trong thần thoại Hy Lạp thay vì trong thần thoại La Mã.
Sao Thiên Vương có hai ký hiệu thiên văn. Ký hiệu được đề xuất đầu tiên là, , do Lalande đề xuất đầu tiên năm 1784. Trong một lá thư gửi Herschel, Lalande miêu tả "un globe surmonté par la première lettre de votre nom" ("một quả cầu nằm bên dưới chữ cái đầu trong họ của ngài"). Đề xuất sau đó, , là biểu tượng lai giữa ký hiệu của Sao Hỏa và Mặt Trời bởi vì Uranus là vị thần của bầu trời trong thần thoại Hy Lạp, là con của nữ thần Gaia, và ông cũng lấy chính mẹ của mình để đẻ ra sáu người con trai và sáu người con gái, tạo ra thế hệ thần Titan và Titanides. Trong tiếng Trung Quốc, Nhật Bản, Hàn Quốc, và tiếng Việt, tên gọi của hành tinh thường dịch thành Thiên Vương Tinh (天王星).

## Quỹ đạo và sự tự quay

Các mùa của Sao Thiên Vương.

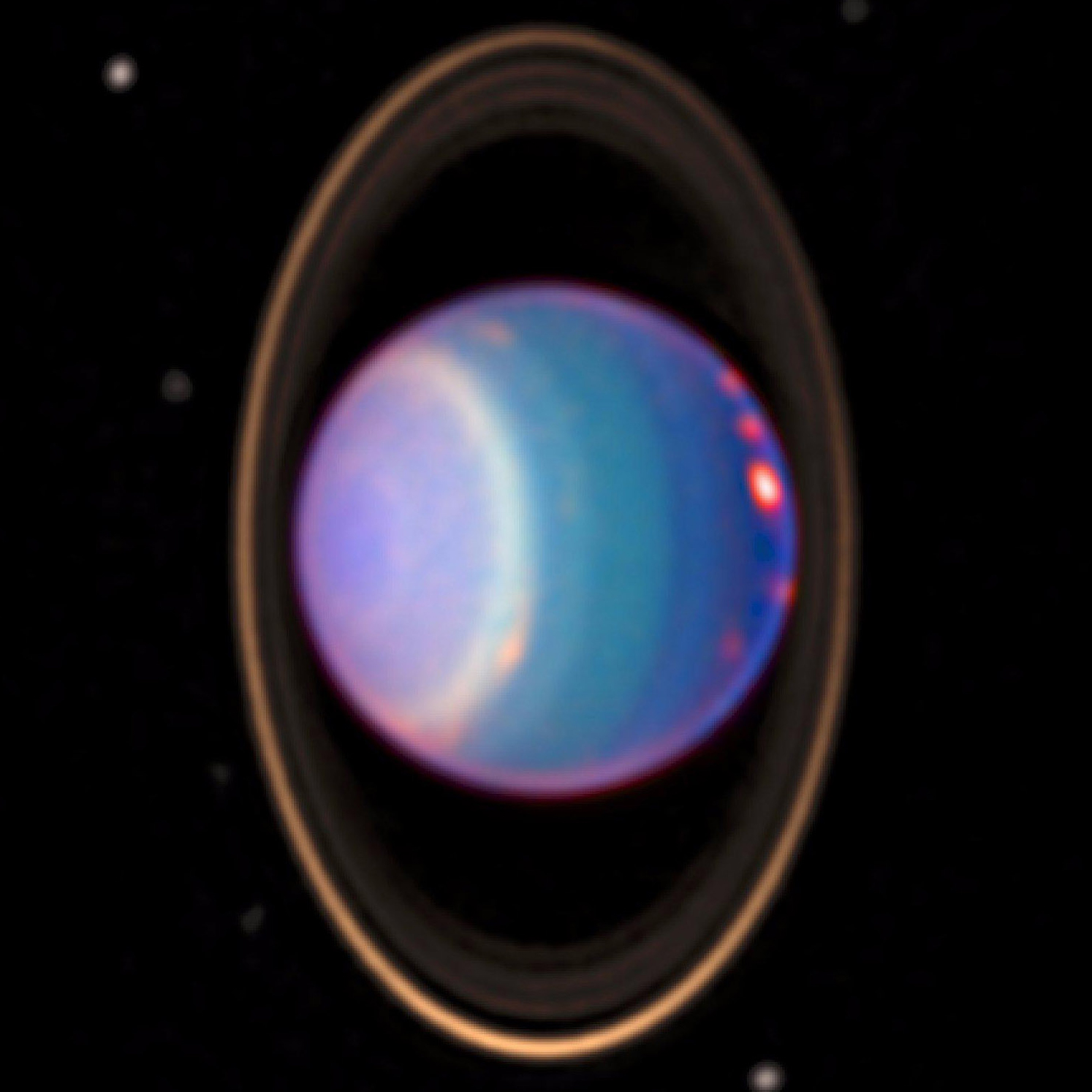
Ảnh màu giả cho thấy các dải mây, vành đai, và vệ tinh chụp bởi Hubble qua camera NICMOS ở bước sóng gần hồng ngoại năm 1998.

Quỹ đạo hệ thống của sao Thiên Vương

Chu kỳ quỹ đạo của Sao Thiên Vương bằng 84 năm Trái Đất, và trung bình phải mất 7 năm để hành tinh đi qua hết một chòm sao trong hoàng đạo. Khoảng cách trung bình từ hành tinh đến Mặt Trời xấp xỉ 3 tỷ km (khoảng 20 AU). Sự chênh lệch giữa khoảng cách tối thiểu và khoảng cách tối đa của Sao Thiên Vương so với Mặt Trời là 1,8 AU, lớn hơn bất kỳ hành tinh nào khác nhưng không lớn bằng hành tinh lùn Sao Diêm Vương. Cường độ ánh sáng Mặt Trời chiếu lên Sao Thiên Vương bằng 1/400 so với trên Trái Đất. Các tham số quỹ đạo của hành tinh lần đầu tiên được tính ra bởi Pierre-Simon Laplace năm 1783. Theo thời gian, xuất hiện sự sai lệch trong tính toán lý thuyết về quỹ đạo và quan sát thực tế, và vào năm 1841, John Couch Adams lần đầu tiên đề xuất sự sai lệch trong tính toán có thể do lực hút hấp dẫn của một hành tinh chưa được khám phá. Năm 1845, nhà thiên văn học Urbain Le Verrier tự tính ra quỹ đạo của Sao Thiên Vương với giả sử còn có một hành tinh ở bên ngoài Sao Thiên Vương. Ngày 23 tháng 9 năm 1846, Johann Gottfried Galle thông báo đã quan sát thấy một hành tinh mới, sau này được đặt tên là Sao Hải Vương, ở vị trí gần với vị trí tiên đoán của Le Verrier.
Chu kỳ tự quay của phần cấu trúc bên trong Sao Thiên Vương bằng 17 giờ 14 phút, theo chiều kim đồng hồ (nghịch hành). Giống như trên mọi hành tinh khí khổng lồ, bên trên khí quyển hành tinh có những cơn gió rất mạnh thổi theo hướng tự quay của nó. Ở một số vĩ độ, như khoảng hai phần ba tính từ xích đạo đến cực nam, các đặc điểm nhìn thấy trên khí quyển chuyển động nhanh hơn, với chu kỳ quay ít hơn 14 giờ.

### Độ nghiêng trục quay
Sao Thiên Vương có độ nghiêng trục quay bằng 97,77 độ, cho nên trục quay của nó gần song song với mặt phẳng quỹ đạo trong Hệ Mặt Trời. Nguyên nhân này làm cho sự thay đổi theo mùa hoàn toàn khác hẳn so với những hành tinh còn lại. Các hành tinh khác có thể hình dung như một con quay quay trên mặt phẳng trong Hệ Mặt Trời, trong khi Sao Thiên Vương có thể hình dung như là một bánh xe lăn trên quỹ đạo của nó. Gần khoảng thời gian của điểm chí Sao Thiên Vương, một cực của hành tinh hướng về phía Mặt Trời trong khi cực kia hướng theo hướng ngược lại. Chỉ có một vùng rất hẹp quanh xích đạo của nó là trải qua sự biến đổi chu kỳ ngày - đêm rất nhanh, nhưng với Mặt Trời ở bên dưới rất thấp chân trời như đối với các vùng cực trên Trái Đất. Ở nửa còn lại của quỹ đạo, hướng của hai cực thay đổi cho nhau. Mỗi cực được Mặt Trời chiếu sáng liên tục trong 42 năm, sau đó là 42 năm liên tục trong bóng tối. Gần thời gian của điểm phân, Mặt Trời chiếu thẳng vào vùng xích đạo của Sao Thiên Vương và nó có chu kỳ ngày đêm giống như ở trên các hành tinh khác., Sao Thiên Vương đến điểm phân lần gần đây nhất là ngày 7 tháng 12 năm 2007.
| Bắc bán cầu    | Năm        | Nam bán cầu    |
| -------------- | ---------- | -------------- |
| Điểm đông chí  | 1902, 1986 | Điểm hạ chí    |
| Điểm xuân phân | 1923, 2007 | Điểm thu phân  |
| Điểm hạ chí    | 1944, 2028 | Điểm đông chí  |
| Điểm thu phân  | 1965, 2049 | Điểm xuân phân |

Một hệ quả của sự nghiêng trục quay của hành tinh này là, trung bình trong một năm (84 năm Trái Đất), hai vùng cực nhận được nhiều năng lượng từ Mặt Trời hơn vùng xích đạo. Tuy nhiên, nhiệt độ trung bình của vùng xích đạo cao hơn so với hai vùng cực, do vùng xích đạo liên tục nhận bức xạ Mặt Trời, trong khi vùng cực có tới 42 năm trong bóng tối. Nhưng các nhà khoa học vẫn chưa biết cơ chế thực sự ẩn dưới điều này. Họ cũng chưa biết tại sao trục tự quay của Sao Thiên Vương lại nghiêng kỳ lạ như vậy, nhưng có một giả thiết chung đó là trong giai đoạn hình thành Hệ Mặt Trời, một tiền hành tinh kích cỡ Trái Đất đã va chạm với Sao Thiên Vương, làm lệch trục quay của hành tinh. Khi con tàu Voyager 2 bay qua Sao Thiên Vương năm 1986, cực nam của hành tinh đang hướng trực tiếp về phía Mặt Trời. Các nhà thiên văn học đã định nghĩa cực này là "cực nam" của hành tinh dựa theo định nghĩa trong một hội nghị của Hiệp hội Thiên văn Quốc tế, rằng cực bắc của một hành tinh hay vệ tinh tự nhiên sẽ là cực chỉ về phía mặt phẳng bất biến của Hệ Mặt Trời (mặt phẳng đi qua khối tâm của Hệ Mặt Trời và vuông góc với vectơ mô men động lượng), bất kể hướng tự quay của hành tinh hay vệ tinh là như thế nào. Một cách thuận tiện khác đôi khi sử dụng để định nghĩa cực bắc hay cực nam của vật thể đó là áp dụng quy tắc bàn tay phải trong liên hệ với hướng tự quay của vật thể/hành tinh. Theo cách sử dụng quy tắc này thì "cực bắc" của Sao Thiên Vương đang được chiếu sáng vào năm 1986 (ngày nay quy tắc này không áp dụng nữa)

### Quan sát
Từ năm 1995 đến 2006, cấp sao biểu kiến của Sao Thiên Vương thay đổi trong khoảng +5,6 và +5,9, và nằm trong giới hạn cho phép quan sát bằng mắt thường với cấp sao +6,5. Đường kính góc của nó có giá trị trong khoảng 3,4 và 3,7 giây cung, so với 16 đến 20 giây cung của Sao Thổ và 32 đến 45 giây cung của Sao Mộc. Tại vị trí xung đối, Sao Thiên Vương có thể nhìn bằng mắt thường trong trời tối, và trở thành mục tiêu quan sát ngay cả ở trong đô thị với kính nhòm. Đối với những kính thiên văn nghiệp dư lớn hơn với đường kính của vật kính từ 15 đến 23 cm, hành tinh hiện lên thành một đĩa nhạt màu lục lam với rìa biên tối (limb darkening) rõ ràng. Với kính thiên văn lớn hơn 25 cm hoặc rộng lớn, chúng ta có thể quan sát thấy các đám mây, một số vệ tinh lớn như Titania và Oberon.

## Cấu trúc bên trong

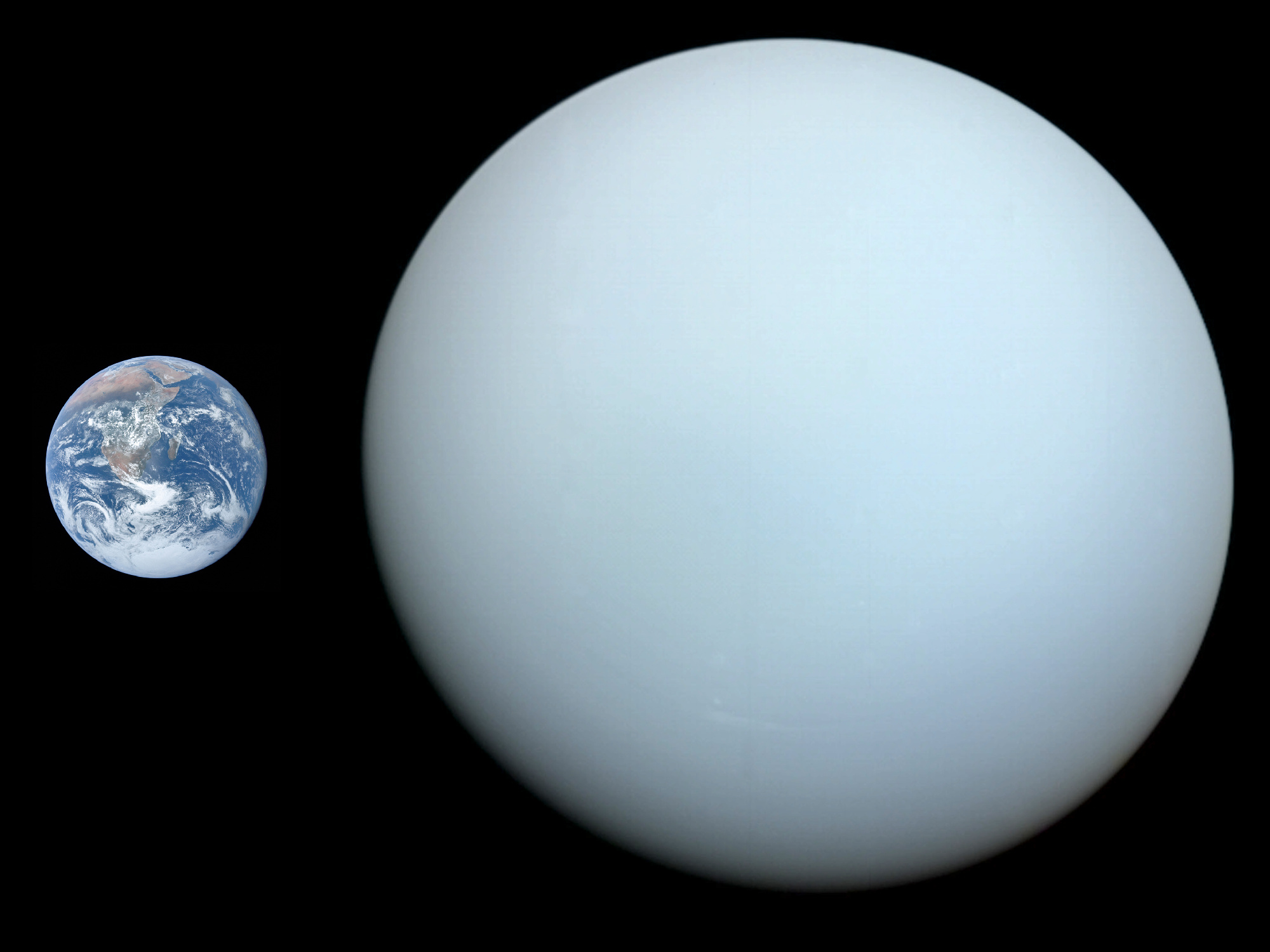
So sánh kích cỡ giữa Trái Đất và Sao Thiên Vương.

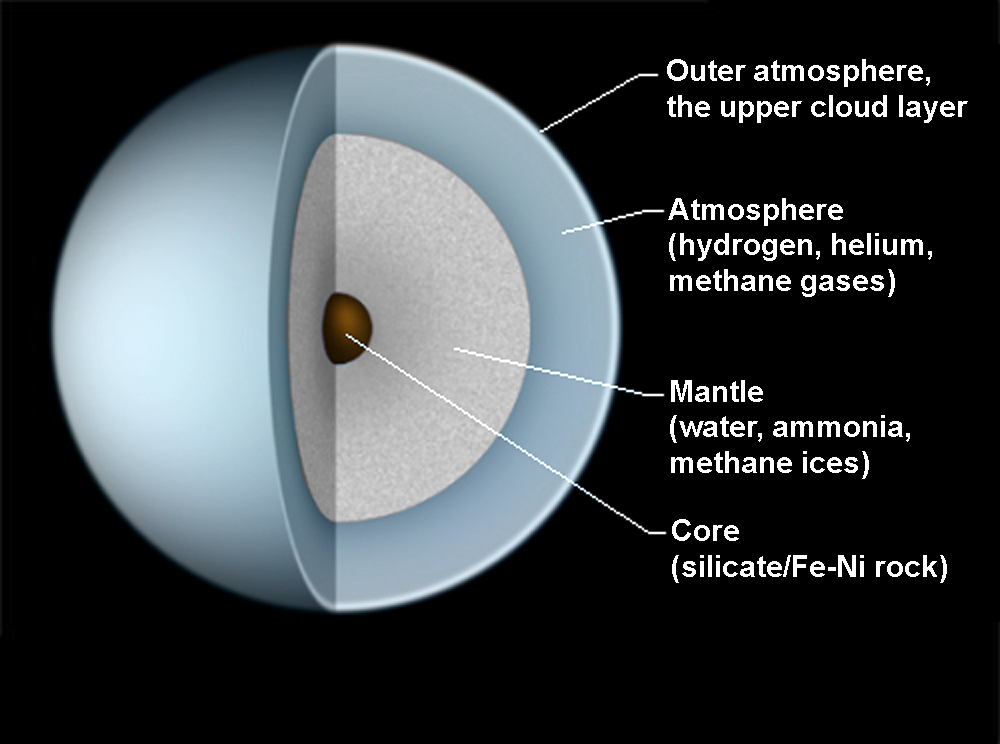
Minh họa cấu trúc bên trong hành tinh.
Chú thích từ trên xuống dưới:
1. Khí quyển bên ngoài, tầng mây trên
2. Khí quyển (bao gồm: khí hydro, khí heli, khí methane)
3. Mantle (bao gồm: nước, amonia, băng methane)
4. Lõi (bao gồm: silicat/đá Fe-Ni)

Khối lượng của Sao Thiên Vương lớn hơn của Trái Đất gần 14,5 lần, và là hành tinh khí khổng lồ nhẹ nhất. Đường kính của nó hơi lớn hơn Sao Hải Vương khoảng 4 lần đường kính Trái Đất. Khối lượng riêng trung bình của nó bằng 1,27 g/cm³ và là hành tinh có mật độ trung bình nhỏ thứ hai, chỉ lớn hơn của Sao Thổ. Giá trị này cho thấy nó có thành phần chủ yếu gồm các loại băng, như nước, amonia, và methan. Các nhà khoa học vẫn chưa biết chính xác tổng khối lượng băng bên trong Sao Thiên Vương, do số liệu sẽ khác nhau phụ thuộc vào từng mô hình cấu trúc hành tinh; nó có thể nằm giữa 9,3 đến 13,5 lần khối lượng Trái Đất. Hiđrô và Heli chỉ chứa một phần nhỏ với khối lượng từ 0,5 đến 1,5 M⊕. Phần vật chất còn lại không phải băng có khối lượng 0,5 đến 3,7 M⊕ chủ yếu là đá.
Mô hình chuẩn về cấu trúc Sao Thiên Vương chứa ba lớp: một lõi (silicat/sắt-nikel) tại tâm, một lớp phủ băng ở giữa và bầu khí quyển chứa khí hiđrô/heli bên ngoài cùng. Lõi hành tinh tương đối nhỏ, với khối lượng chỉ bằng 0,55 lần khối lượng Trái Đất và bán kính nhỏ hơn 20% bán kính Sao Thiên Vương; lớp phủ chiếm khối lượng nhiều nhất, với khối lượng xấp xỉ 13,4 M⊕, trong khi tầng khí quyển chỉ chiếm 0,5 lần M⊕ và có kích thước mở rộng ít nhất 20% bán kính hành tinh. Khối lượng riêng của lõi hành tinh xấp xỉ bằng 9 g/cm³, với áp suất tại tâm bằng 8 triệu bars (800 GPa) và nhiệt độ xấp xỉ 5000 K. Lớp phủ băng thực tế không hoàn toàn chứa băng theo nghĩa thông thường, đó là một chất lỏng đặc và nóng gồm nước, amonia và những hợp chất dễ bay hơi khác. Chất lỏng này có độ dẫn điện cao, đôi khi được gọi là đại dương nước–amonia. Thành phần chủ yếu của Sao Thiên Vương và Sao Hải Vương rất khác so với Sao Mộc và Sao Thổ, hợp chất băng chiếm đa số so với hợp chất khí, và do đó các nhà khoa học còn phân loại hai hành tinh này thành "hành tinh băng đá khổng lồ". Có thể có một lớp nước ion nơi các phân tử nước bị phân ly thành các ion hiđrô và oxy, và càng sâu xuống dưới đó là nước ở trạng thái siêu ion (superionic water) trong đó các nguyên tử oxy kết tụ lại thành mạng tinh thể trong khi các ion hiđrô có thể di chuyển tự do trong dàn tinh thể oxy.
Tuy mô hình miêu tả ở trên có thể là tiêu chuẩn, nó không phải là duy nhất; có những mô hình khác cũng phù hợp với quan sát. Ví dụ, nếu lượng lớn hiđrô và vật liệu đá trộn lẫn vào lớp phủ băng, tổng khối lượng của phần băng bên trong sẽ thấp hơn, và tương ứng tổng khối lượng đá và hiđrô sẽ cao hơn. Những dữ liệu hiện tại không cho phép khoa học xác định được mô hình cấu trúc hành tinh nào là đúng. Tồn tại cấu trúc chất lỏng bên trong Sao Thiên Vương có nghĩa là hành tinh này không có bề mặt rắn. Khi đi từ bên ngoài vào trong, các chất khí trong bầu khí quyển dần dần chuyển sang pha lỏng khi tiến tới lớp phủ lỏng bên trong. Để thuận tiện, các nhà khoa học hình dung ra một hình phỏng cầu tự quay với định nghĩa nơi có áp suất khí quyển bằng 1 bar (100 kPa) làm "bề mặt" của nó. Sao Thiên Vương có bán kính tại xích đạo và vùng cực lần lượt là 25559 ± 4 và 24973 ± 20 km. Mặt này được sử dụng trong toàn bài viết với định nghĩa độ cao tại mặt này bằng 0.

### Nội nhiệt
Nội nhiệt của Sao Thiên Vương dường như thấp hơn so với các hành tinh khác; theo thuật ngữ thiên văn học, nó có thông lượng nhiệt thấp. Các nhà thiên văn vẫn chưa hiểu được tại sao nhiệt độ bên trong hành tinh này lại thấp như thế. Sao Hải Vương, là một hành tinh gần giống về đường kính và thành phần, lại phát nhiệt năng vào không gian vũ trụ cao gấp 2,61 lần năng lượng bức xạ mà nó nhận được từ Mặt Trời. Sao Thiên Vương, ngược lại khó có thể phát ra lượng nhiệt nhiều hơn nó nhận được. Tổng năng lượng phát ra từ hành tinh trong bước sóng hồng ngoại gần (như là nhiệt năng) trong phổ bức xạ bằng 1,06 ± 0,08 lần năng lượng Mặt Trời nó hấp thụ qua khí quyển. Thực tế, thông lượng nhiệt Sao Thiên Vương chỉ bằng 0,042 ± 0,047 W/m², thấp hơn cả thông lượng nội nhiệt của Trái Đất bằng 0,075 W/m². Nhiệt độ thấp nhất đo được trong khoảng lặng tầng đối lưu (tropopause) của Sao Thiên Vương là 49 K (−224 °C), hay nó là hành tinh lạnh nhất trong Hệ Mặt Trời.
Một trong những giả thuyết giải thích cho sự khác biệt này là Sao Thiên Vương đã từng bị va chạm với một tiền hành tinh khối lượng lớn, và cú va chạm đã lấy đi phần lớn nội nhiệt nguyên thủy của nó để lại một lõi lạnh bên trong. Một giả thuyết khác đó là có một lớp ngăn chặn nội nhiệt phát vào không gian tồn tại trong tầng thượng quyển Sao Thiên Vương. Ví dụ, sự đối lưu có thể xảy ra trong một số lớp có thành phần khác nhau, và ngăn cản sự dẫn nhiệt ra bên ngoài hành tinh; có khả năng sự đối lưu khuếch tán giữa hai lớp (double diffusive convection) là một yếu tố giới hạn nội nhiệt hành tinh phát ra bên ngoài.

## Khí quyển
Tuy không có một bề mặt rắn cụ thể trong Sao Thiên Vương, phần bao phủ chứa các khí bên ngoài mà có thể quan trắc từ xa được các nhà khoa học gọi là khí quyển. Khả năng quan trắc từ xa có thể mở rộng sâu xuống dưới 300 km bên dưới mức 1 bar (100 kPa), ở độ sâu có áp suất khoảng 100 bar (10 MPa) và nhiệt độ bằng 320 K. Khí quyển Sao Thiên Vương có một vành nhật hoa mờ nhạt mở rộng ra bên ngoài tới 2 lần bán kính hành tinh tính từ mặt có mức áp suất 1 bar. Các nhà thiên văn chia khí quyển hành tinh này thành 3 tầng: tầng đối lưu, có cao độ từ −300 đến 50 km và áp suất từ 100 giảm đến 0,1 bar; (10 MPa xuống 10 kPa), tầng bình lưu, có cao độ từ 50 đến 4000 km và áp suất trong 0,1 - 10−10 bar (10 kPa giảm đến 10 µPa), và tầng nhiệt/vành nhật hoa mở rộng từ 4.000 km đến khoảng cách 50.000 km tính từ bề mặt hành tinh. Hành tinh này không có tầng trung lưu.

### Thành phần
Thành phần trong khí quyển Sao Thiên Vương khác so với những lớp còn lại của hành tinh này, chứa chủ yếu phân tử hiđrô và heli. Tỷ lệ mol heli, số nguyên tử heli trên phân tử khí, bằng 0,15 ± 0,03 bên trên tầng đối lưu, hay tương đương với tỉ số khối lượng 0,26 ± 0,05. Giá trị này rất gần với tỉ số khối lượng của heli trong lúc hình thành Hệ Mặt Trời với tỉ số 0,275 ± 0,01, kết quả này cho thấy heli vẫn chưa rơi xuống dưới hành tinh giống như ở những hành tinh khí khổng lồ khác. Hợp chất nhiều thứ ba có trong khí quyển Sao Thiên Vương là methan (CH4). Methan có dải vạch hấp thụ nổi bật trong quang phổ ánh sáng khả kiến và gần hồng ngoại (IR) và là nguyên nhân chính hành tinh này hiện lên với màu xanh berin hay xanh lơ. Các phân tử methan chiếm khoảng 2,3% khí quyển theo tỷ lệ mol tập trung tại các đám mây methan ở áp suất 1,3 bar (130 kPa); lượng này cao hơn lượng cacbon trong Mặt Trời từ 20 đến 30 lần. Tỉ số trộn của methan là thấp trong tầng thượng quyển bởi ở đây có nhiệt độ rất thấp, làm hạ thấp mức bão hòa và khiến nhiều phân tử methan bị đóng băng. Các nhà khoa học biết rất ít về các hợp chất ít bay hơi như amonia, nước và hiđrô sunfit ở tầng thấp khí quyển. Có lẽ tỷ lệ của chúng cao hơn so với giá trị của những phân tử này trong Mặt Trời. Cùng với methan, có một ít lượng các loại hydrocarbon đã được phát hiện trong tầng bình lưu của Sao Thiên Vương, mà người ta nghĩ rằng chúng là sản phẩm của chuỗi phản ứng trong đó methan bị quang ly do bức xạ tử ngoại (UV) từ Mặt Trời. Các hydrocarbon gồm êtan (C2H6), acetylen (C2H2), metyl acetylen (CH3C2H), và diacetylen (C2HC2H). Thông qua quang phổ các nhà khoa học cũng phát hiện sự có mặt của hơi nước, CO và CO2 ở tầng thượng quyển, mà những hợp chất này chỉ có nguồn gốc từ bên ngoài như bụi hoặc sao chổi rơi vào hành tinh.

### Khoảng lặng đối lưu
Tầng đối lưu là tầng thấp nhất và dày đặc nhất của khí quyển, nó được đặc trưng bởi sự giảm nhiệt độ theo độ cao. Nhiệt độ giảm từ 320 K tại mức cao độ −300 km xuống còn 53 K tại cao độ 50 km của tầng đối lưu. Nhiệt độ trong vùng lạnh nhất cao hơn của tầng đối lưu (khoảng lặng đối lưu, tropopause) biến đổi trong phạm vi 49 đến 57 K phụ thuộc vào từng vĩ độ hành tinh. Tại vùng lặng đối lưu phát ra lượng lớn bức xạ nhiệt bước sóng hồng ngoại xa (trong khoảng 15 µm đến 1 mm), và các nhà khoa học đo được nhiệt độ hữu hiệu của vùng này bằng 59,1 ± 0,3 K.
Tầng đối lưu có thể gồm một cấu trúc phức tạp các đám mây; các đám mây nước nằm trong vùng có mức áp suất 50 đến 100 bar (5 đến 10 MPa), đám mây amonium hiđrôsunfit nằm ở mức 20 đến 40 bar (2 đến 4 MPa), các đám mây amonia hoặc hiđrôsunfit nằm trong khoảng 3 tới 10 bar (0,3 đến 1 MPa) và cuối cùng là những đám mây mà các nhà khoa học nhìn trực tiếp được nằm ở mức áp suất 1 tới 2 bar (0,1 tới 0,2 MPa). Tầng đối lưu là một phần hoạt động mạnh của bầu khí quyển, nơi đây tồn tại gió mạnh, những đám mây sáng màu và sự thay đổi theo mùa.

### Tầng thượng quyển
Tầng giữa của khí quyển Sao Thiên Vương là tầng bình lưu, với nhiệt độ nói chung tăng theo độ cao từ 53 K bắt đầu tại khoảng lặng đối lưu đến 800 hoặc 850 K tại nơi tiếp giáp với tầng nhiệt. Nhiệt độ của tầng bình lưu do các phân tử methan và hydrocarbon hấp thụ bức xạ UV và IR đến từ Mặt Trời, trong đó các hydrocarbon hình thành từ quá trình quang ly của methan dưới tác dụng của ánh sáng. Năng lượng nhiệt cũng được dẫn từ tầng nhiệt nóng bên trên. Các hydrocarbon nằm ở phạm vi cao độ tương đối hẹp giữa 100 và 300 km tương ứng với áp suất 10 giảm tới 0,1 mBar (1000 xuống 10 kPa) và nhiệt độ trong khoảng 75 tới 170 K. Những hydrocarbon phổ biến nhất là methan, acetylen và êtan với tỉ số trộn bằng xấp xỉ 10−7 so với hiđrô. Tỉ số trộn của cacbon mônôxít là cũng giống như thế ở những độ cao này. Những hydrocarbon nặng hơn và cacbon dioxide có tỉ số trộn gấp ba bậc độ lớn so với hydrocarbon nhẹ hơn. Tỉ số của nước bằng 7×10-9. Êtan và acetylen có xu hướng ngưng tụ lại trong những vùng lạnh hơn của tầng bình lưu và ở khoảng lặng đối lưu (với mức áp suất dưới 10 mBar) tạo nên những đám mây mờ mịt, đây chính là một phần trong những dải mây xuất hiện trên hình ảnh của Sao Thiên Vương. Độ tập trung của các hydrocarbon trong tầng bình lưu bên trên lớp mây mờ mịt nhỏ hơn so với độ tập trung của các hợp chất này trong tầng bình lưu của những hành tinh khí khổng lồ khác.
Tầng ngoài cùng của khí quyển Sao Thiên Vương là tầng nhiệt và vành nhật hoa (corona) của hành tinh, chúng có nhiệt độ đồng đều xung quanh 800 đến 850 K. Các nhà thiên văn vẫn chưa hiểu nguồn nhiệt năng nào duy trì giá trị nhiệt độ cao như vậy, hoặc là từ nguồn bức xạ nhiệt tia tử ngoại Mặt Trời hoặc là do hoạt động của cực quang cung cấp nguồn năng lượng cần thiết cho tầng ngoài cùng khí quyển. Ảnh hưởng của sự lạnh đi cũng nhỏ do thiếu hụt những hydrocarbon trong tầng bình lưu ở mức áp suất trên 0,1 mBar cũng có thể là yếu tố làm cho nhiệt độ của tầng nhiệt cao như thế. Ngoài phân tử hiđrô, tầng nhiệt và corona còn chứa rất nhiều nguyên tử hiđrô tự do. Do chúng có khối lượng nhỏ kết hợp với nhiệt độ cao tại tầng này có thể giải thích tại sao vành nhật hoa hành tinh lại mở rộng xa đến 50.000 km hay gấp hai lần bán kính Sao Thiên Vương. Vành nhật hoa (corona) mở rộng là một đặc điểm chỉ có ở hành tinh này. Ảnh hưởng của vành này bao gồm nó kéo những hạt nhỏ quay quanh Sao Thiên Vương, dẫn đến suy giảm dần những hạt bụi trong vành đai hành tinh. Tầng nhiệt Sao Thiên Vương, cùng với phần phía trên của tầng bình lưu, tương ứng chính là tầng ion của hành tinh. Quan trắc cho thấy tầng ion nằm ở độ cao từ 2.000 đến 10.000 km. Tầng ion của Sao Thiên Vương có mật độ dày đặc hơn so với của Sao Thổ và Sao Hải Vương, mà những tầng này xuất hiện từ sự bay lên của những hydrocarbon phân bố thưa thớt trong tầng bình lưu của Sao Thổ và Sao Hải Vương. Tầng ion của Sao Thiên Vương được duy trì chủ yếu bởi bức xạ UV và mật độ của tầng phụ thuộc vào cường độ hoạt động của gió Mặt Trời. Hoạt động cực quang trên hành tinh là không đáng kể so với của Sao Mộc và Sao Thổ.

Khí quyển Sao Thiên Vương
Biểu đồ nhiệt độ của tầng đối lưu và phía thấp tầng bình lưu của Sao Thiên Vương. Các tầng mây và khói mờ cũng thể hiện ở trong biểu đồ.
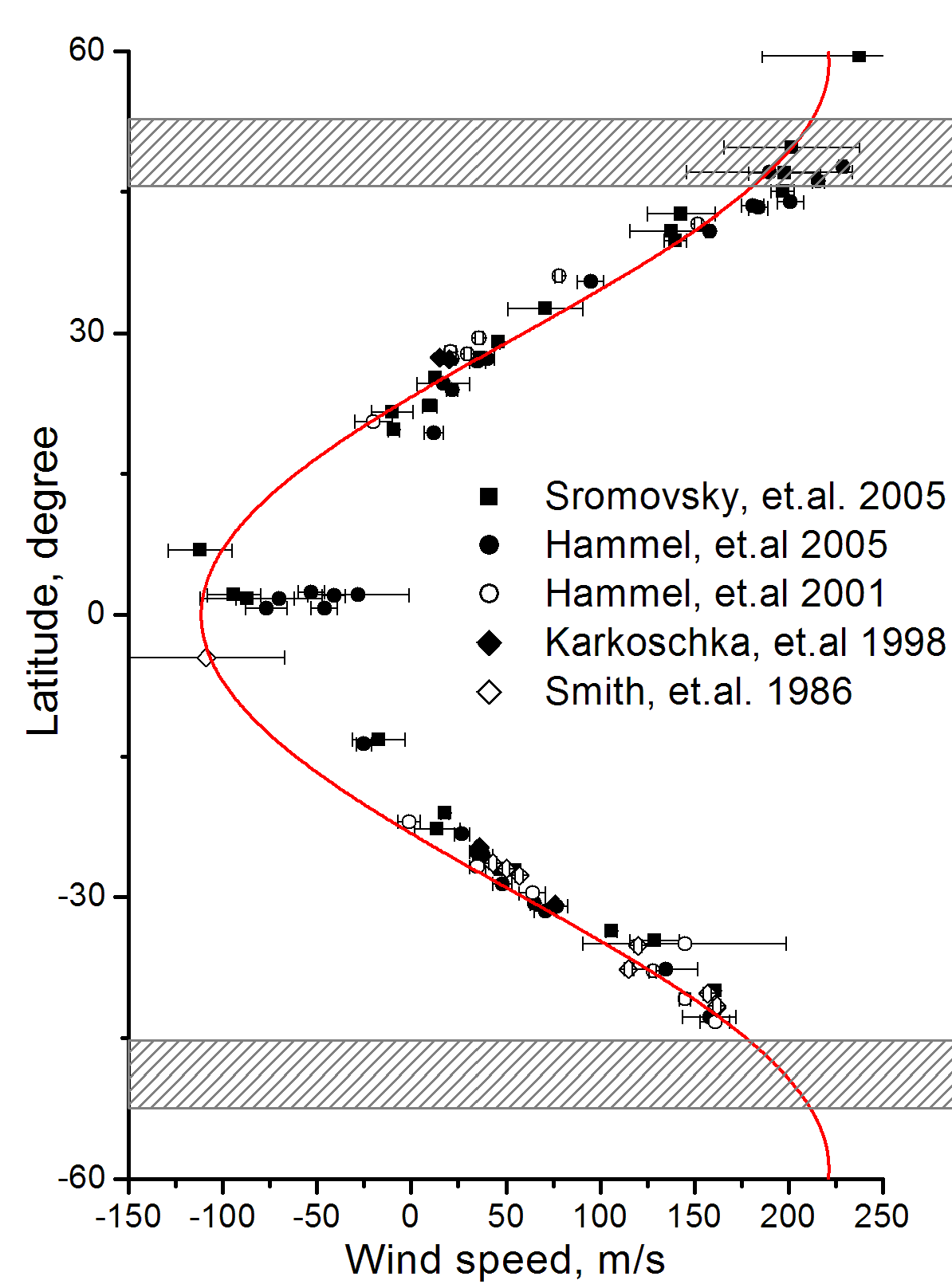
Tốc độ gió phân bố theo vĩ độ trên Sao Thiên Vương. Hai dải gạch sọc là biên giới của cực nam và cực bắc trong các mùa của hành tinh. Cung màu đỏ là cung đối xứng khớp nhất với dữ liệu quan trắc.

## Vành đai hành tinh

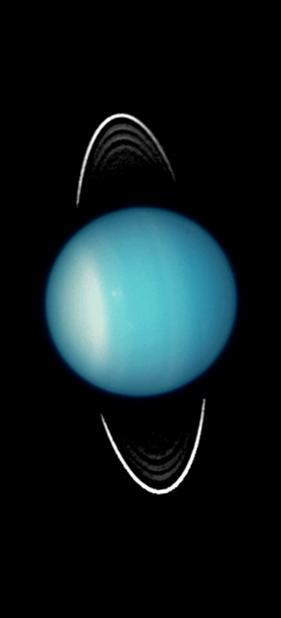
Hình ảnh về Sao Thiên Vương được chụp vào năm 2003 của Kính viễn vọng Không gian Hubble cho thấy một số vòng mờ của nó. Các quan sát của Hubble kể từ đó đã phát hiện ra hai vành đai lớn hơn và hai mặt trăng chưa từng thấy trước đây xung quanh Sao Thiên Vương.

Hệ thống vành đai hành tinh chứa đa phần là các hạt phản xạ ánh sáng rất kém, với kích cỡ thay đổi từ vài micrô mét đến vài phần mét. Cho tới nay các nhà khoa học đếm được 13 vành đai trong hệ thống, vành sáng nhất có tên gọi vành ε. Ngoại trừ hai vành, còn lại đều có bề rộng rất hẹp— chúng thường chỉ rộng vài kilômét. Có thể tuổi của hệ thống vành đai còn khá trẻ; và thông qua tính động lực của chúng các nhà khoa học nghĩ rằng chúng không hình thành cùng với giai đoạn hình thành Sao Thiên Vương. Vật chất trong các vành có thể là một phần sót lại của một vệ tinh (hoặc nhiều vệ tinh) đã bị vỡ nát sau những cú va chạm lớn. Từ rất nhiều mảnh vụn bắn ra sau các vụ chạm theo thời gian chỉ còn lại một số nhỏ những hạt bụi hay hòn đá nhỏ tồn tại trên quỹ đạo ổn định và hình thành lên hệ thống vành đai ngày nay.
William Herschel từng đoán có khả năng tồn tại vành đai hành tinh quay quanh Sao Thiên Vương vào năm 1789. Nhưng những quan sát sau đó không thể phát hiện ra vành đai nào do chúng quá mờ nhạt và khoảng cách lớn đến hành tinh, và trong vòng hai thế kỷ sau đó không ai đề xuất có tồn tại hệ thống vành đai trên hành tinh này. Mặc dù thế, Herschel đã có ước đoán và miêu tả chính xác về quỹ đạo vành ε, góc của nó khi nhìn từ Trái Đất, nó có màu đỏ, và vị trí biểu kiến của nó thay đổi khi Sao Thiên Vương quay trên quỹ đạo quanh Mặt Trời. Hệ thống vành đai được chính thức phát hiện vào ngày 10 tháng 3 năm 1977 bởi James L. Elliot, Edward W. Dunham, và Douglas J. Mink sử dụng Đài quan sát Kuiper đặt trên máy bay. Phát hiện này là tình cờ; do mục đích ban đầu của họ là dựa vào sự kiện Sao Thiên Vương che khuất ngôi sao SAO 158687 nhằm nghiên cứu khí quyển hành tinh này. Khi họ phân tích kết quả quan sát, họ thấy rằng ánh sáng phát ra từ ngôi sao bị che lại trong thời gian ngắn cách quãng 5 lần trước và sau khi hành tinh che khuất ngôi sao. Các nhà thiên văn đã kết luận rằng phải có một hệ thống vành đai hành tinh xung quanh Sao Thiên Vương. Sau đó, họ còn phát hiện thêm bốn vành đai trong hệ thống này. Tàu Voyager 2 chụp ảnh trực tiếp hệ thống vành đai khi nó bay qua hành tinh năm 1986. Voyager 2 cũng phát hiện thêm hai vành mờ nữa mang lại tổng số vành trong hệ thống lúc đó lên 11 vành đai.
Tháng 12 năm 2005, kính thiên văn không gian Hubble chụp được hai vành đai mờ mà trước đó chưa biết. Vành lớn nhất mới phát hiện nằm cách xa hành tinh hai lần so với những vành đai đã biết. Hai vành mới này nằm rất xa hành tinh do vậy các nhà khoa học gọi chúng là hệ thống vành đai bên ngoài. Hubble cũng phát hiện thêm 2 vệ tinh nhỏ, trong số đó vệ tinh Mab có cùng quỹ đạo với vành đai ngoài cùng mới phát hiện. Những vành mới phát hiện nâng tổng số vành đai quay quanh Sao Thiên Vương lên con số 13. Tháng 4 năm 2006, kính thiên văn Keck chụp ảnh những vành đai mới và thu được vành xa nhất có màu xanh lam trong khi vành còn lại có màu đỏ. Các nhà khoa học nêu giả thuyết giải thích màu sắc của chúng đó là vành ngoài cùng có màu lục lam là do nó chứa những hạt bụi rất nhỏ của băng nước phát ra từ bề mặt của vệ tinh Mab, chúng đủ nhỏ để tán xạ ánh sáng với bước sóng xanh. Ngược lại, những vành đai phía trong lại có màu xám và tối.

Vành đai Sao Thiên Vương
Ảnh động minh họa quá trình che khuất của Sao Thiên Vương năm 1977. (bấm vào hình để xem)
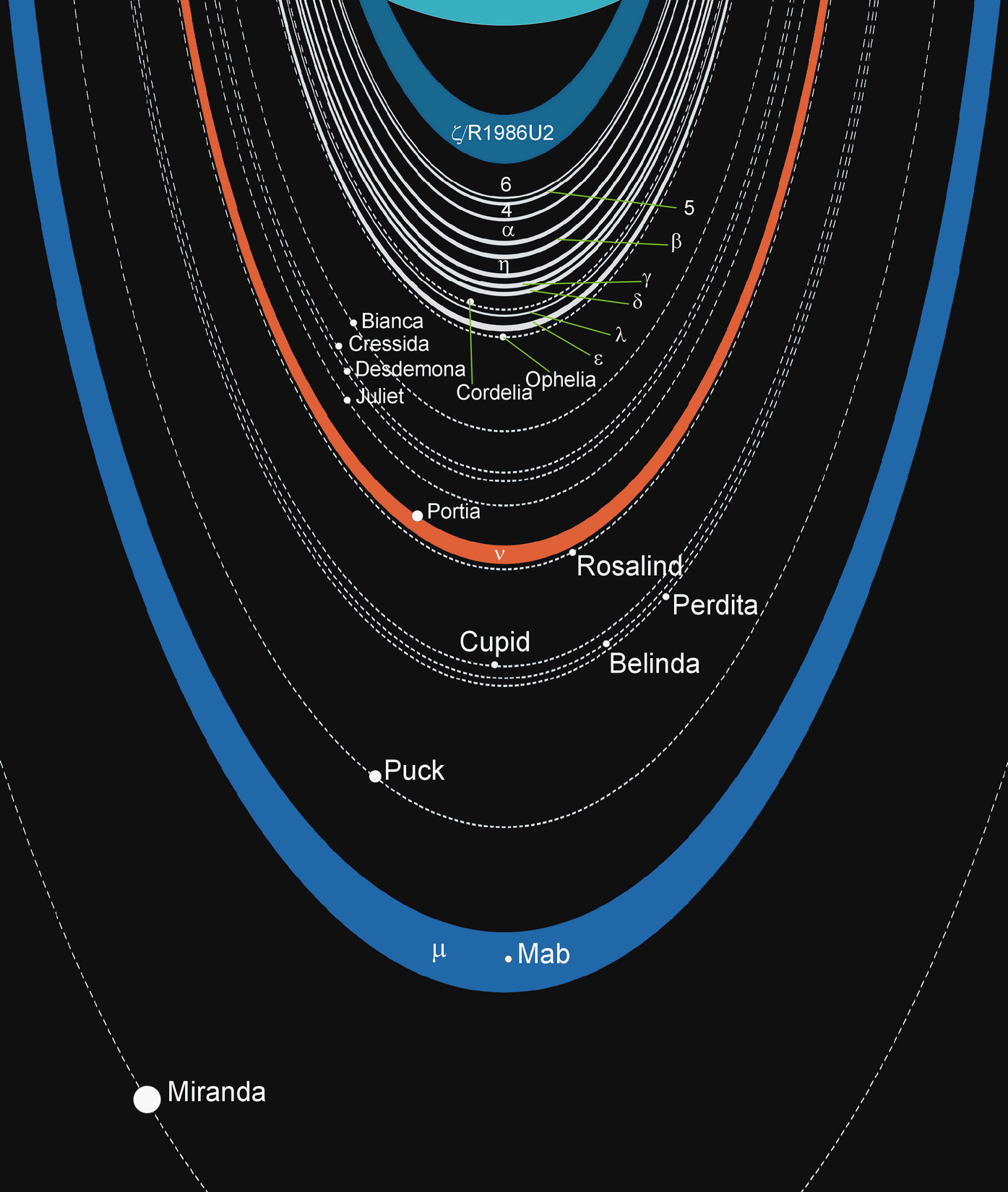
Hệ thống vành đai phức tạp của Sao Thiên Vương, hệ thống vành đai được phát hiện thứ hai trong Hệ Mặt Trời sau sự phát hiện của vành đai Sao Thổ.
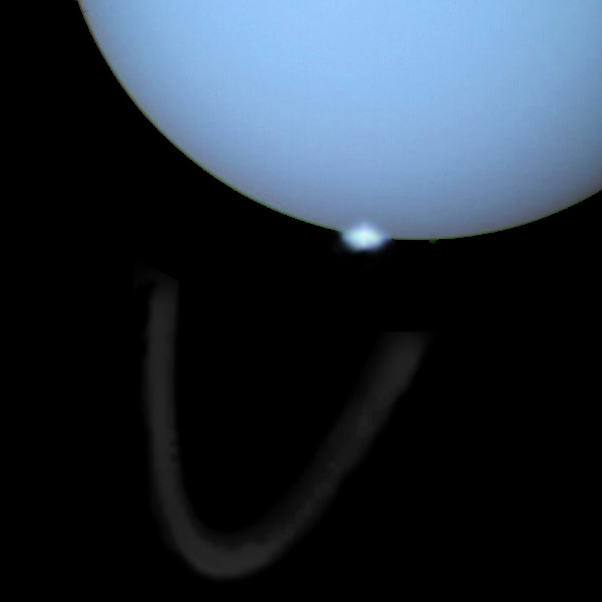
Cực quang Sao Thiên Vương và vành đai vùng xích đạo của nó, do Kính viễn vọng không gian Hubble chụp. Không như cực quang trên Trái Đất hay Sao Mộc, chúng không nằm ở hai cực của hành tinh do hướng của từ trường hành tinh này lệch ra khỏi vùng cực.
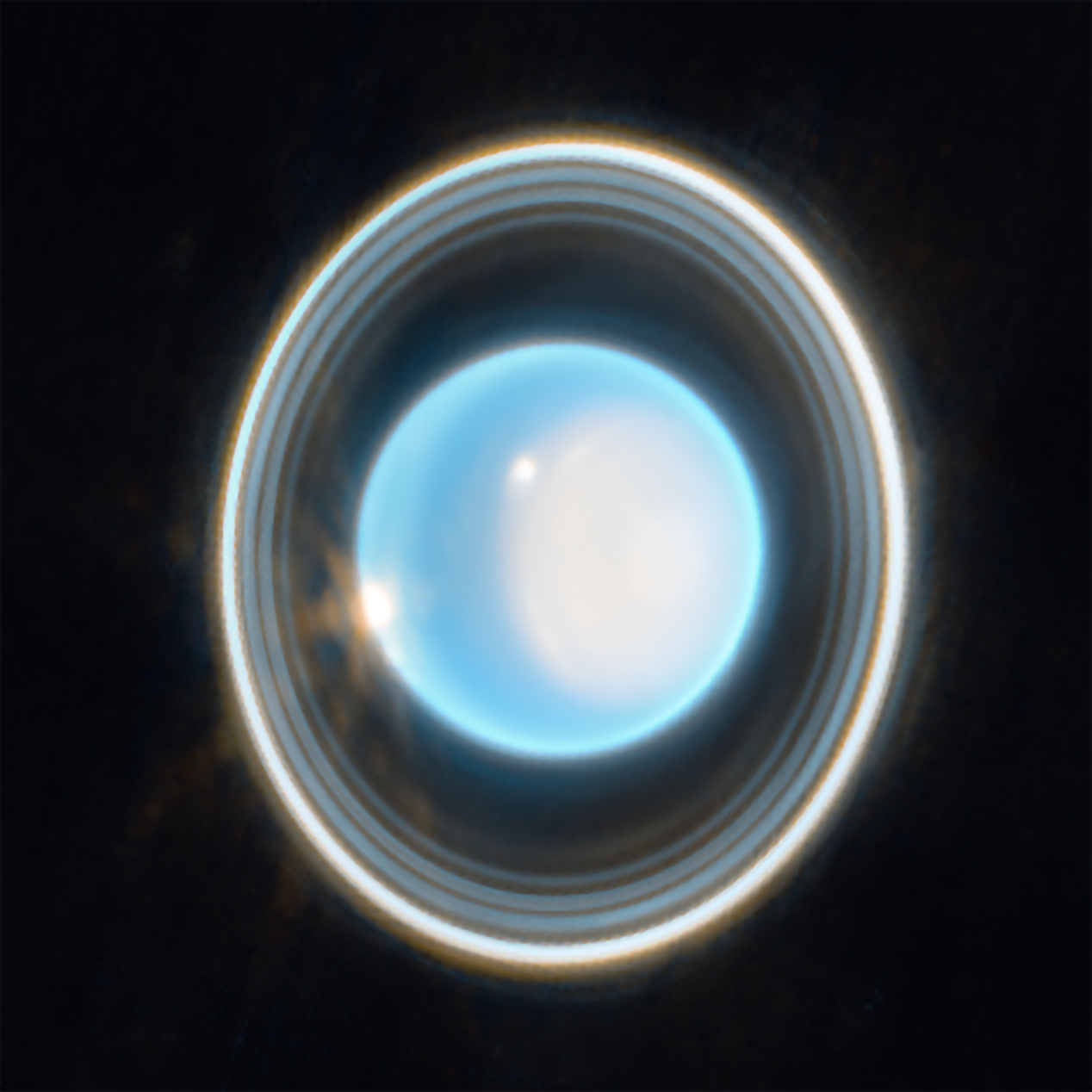
Ảnh hệ thống vành đai của Sao Thiên Vương do Máy ảnh cận hồng ngoại (NIRCam) của Kính viễn vọng không gian James Webb chụp vào tháng 4 năm 2023.

## Từ quyển

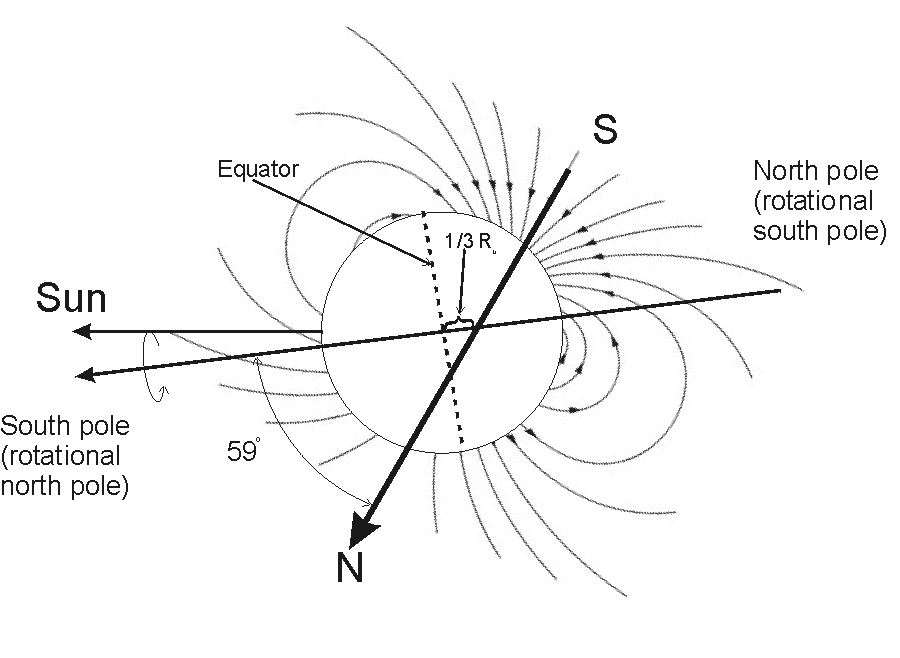
Từ trường Sao Thiên Vương ghi nhận bởi tàu Voyager 2 năm 1986. S và N tương ứng là cực nam và bắc.

Trước khi Voyager 2 bay qua hành tinh, chưa có một đo lường nào về từ quyển của Sao Thiên Vương, và vì vậy bản chất và tính chất của nó là một bí ẩn. Trước năm 1986, các nhà thiên văn nghĩ rằng từ trường của Sao Thiên Vương phải gióng theo gió Mặt Trời, vì thông thường từ trường hướng theo phương của hai cực hành tinh theo đường Hoàng Đạo.
Dữ liệu tàu Voyager gửi về cho thấy từ trường của hành tinh rất kỳ lạ, bởi vì trục từ trường không đi qua khối tâm của hành tinh, và bởi vì nó nghiêng 59° so với trục tự quay. Thực tế lưỡng cực từ bị lệch khỏi tâm hành tinh về phía cực nam một khoảng bằng một phần ba bán kính hành tinh (xem hình bên). Sự lệch hình học này gây ra một từ quyển hành tinh bất đối xứng, với cường độ từ trường tại bề mặt của bán cầu nam thấp bằng 0,1 gauss (10 µT), trong khi bán cầu bắc có giá trị cao tới 1,1 gauss (110 µT). Cường độ trung bình tại bề mặt hành tinh bằng 0,23 gauss (23 µT). Để so sánh, từ trường Trái Đất mạnh gần ở các cực từ của nó, và "xích đạo từ" gần song song với xích đạo địa lý của Trái Đất. Mô men lưỡng cực từ của từ trường Sao Thiên Vương bằng 50 lần so với của Trái Đất. Sao Hải Vương cũng có từ trường lệch hình học và nghiêng tương tự như của Sao Thiên Vương, gợi ra rằng có thể đây là đặc điểm chung của các hành tinh băng đá khổng lồ. Có một giả thuyết giải thích cho từ trường của hành tinh, đó là không giống như từ trường của các hành tinh đất đá và hành tinh khí khổng lồ, mà sinh ra từ sự hoạt động dynamo của lõi, từ trường của các hành tinh băng đá khổng lồ là do chuyển động của những lớp phủ tương đối nông, ví dụ trong đại dương nước–amonia, nước bị phân rã thành các ion hydro và oxy mang điện, sự chuyển động của các dòng hải lưu bên trong đại dương mang điện giải thích cho từ trường méo mó lệch tâm của sao thiên vương. Nếu trái đất có một từ trường như vậy, 2 cực sẽ nằm ở Cairo (Ai Cập) hoặc Brisbane (Australia).
Mặc dù có sự lệch kỳ lạ như vậy, những đặc điểm khác của từ quyển cũng giống như đối với các hành tinh khác: nó có một vùng sốc hình cung (bow shock) nằm phía trước Sao Thiên Vương ở khoảng cách 23 lần bán kính hành tinh, vùng tiếp giáp giữa từ quyển và gió Mặt Trời (magnetopause) nằm ở khoảng cách 18 lần bán kính Sao Thiên Vương, hành tinh cũng có đuôi từ (magnetotail) đầy đủ và vành đai bức xạ. Trên tổng thể, cấu trúc của từ trường Sao Thiên Vương khác so với của Sao Mộc nhưng khá giống với của Sao Thổ. Đuôi từ của hành tinh kéo dài ra sau nó hàng triệu kilômét và có hình xoắn ốc.
Trong từ quyển Sao Thiên Vương có các hạt tích điện: proton và electron với một lượng nhỏ ion H2+. Các nhà khoa học không phát hiện ra những ion nặng hơn. Đa số những ion này có lẽ hình thành từ vành nhật hoa khí quyển nóng của hành tinh. Năng lượng của ion và electron có thể cao tới lần lượt 4 và 1,2 MeV. Mật độ của những ion năng lượng thấp hơn (dưới 1 keV) ở bên trong từ quyển là 2 cm−3. Sự phân bố của những hạt ion bị ảnh hưởng mạnh bởi các vệ tinh Sao Thiên Vương khi chúng quét qua từ quyển để lại một khoảng trống dễ nhận ra. Thông lượng của các hạt ion đủ cao để làm tối hoặc phong hóa không gian (space weathering) bề mặt các vệ tinh "khá nhanh" trong 100.000 năm nếu tính theo thang thời gian thiên văn học. Đây có thể là nguyên nhân làm đa số bề mặt các vệ tinh và vành đai của Sao Thiên Vương có màu tối. Hành tinh cũng có hiện tượng cực quang, hiện lên với những cung sáng ở gần hai vùng cực từ. Không giống như Sao Mộc, cực quang của Sao Thiên Vương dường như nhỏ không có ảnh hưởng đến mức cân bằng năng lượng của tầng nhiệt hành tinh.

## Khí hậu

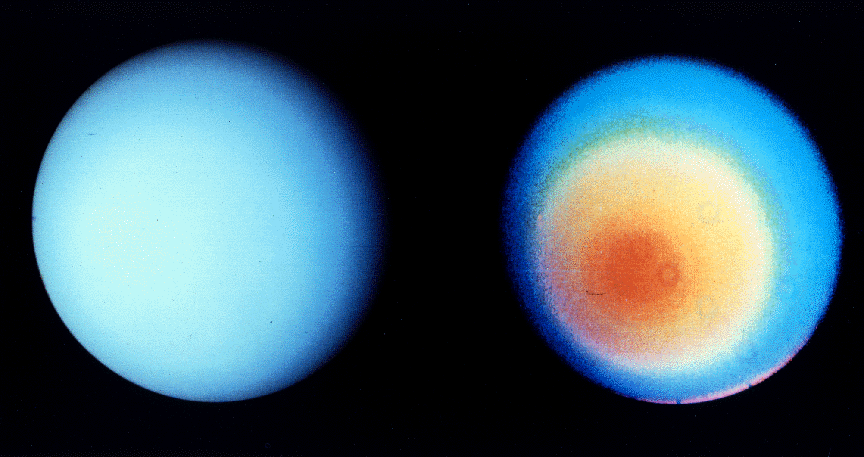
Bán cầu nam của Sao Thiên Vương theo xấp xỉ màu thực tế (trái) và trong bước sóng ngắn hơn (phải), cho thấy các dải mây mờ và "mũ" khí quyển ở vùng cực, chụp bởi Voyager 2.

Quan sát qua bước sóng tử ngoại và khả kiến, khí quyển Sao Thiên Vương hiện lên gần như đồng đều so với sự hoạt động mãnh liệt trong khí quyển của những hành tinh khí khổng lồ khác, ngay cả như Sao Hải Vương, một hành tinh có nhiều đặc tính cấu trúc và thành phần giống với nó. Khi tàu Voyager 2 bay qua Sao Thiên Vương năm 1986, nó quan sát được tổng cộng 10 đám mây trên khí quyển hành tinh. Một cách giải thích cho sự tĩnh lặng trong khí quyển hành tinh đó là nội nhiệt của Sao Thiên Vương dường như thấp hơn hẳn so với những hành tinh khác. Con tàu ghi lại được nhiệt độ thấp nhất trong khoảng lặng đối lưu (tropopause) bằng 49 K, và nó là hành tinh lạnh nhất trong Hệ Mặt Trời, lạnh hơn cả Sao Hải Vương cho dù hành tinh này xa Mặt Trời hơn rất nhiều so với Sao Thiên Vương.

### Cấu trúc dải khí quyển, gió và mây
Năm 1986 Voyager 2 tìm thấy bán cầu nam đang được chiếu ánh sáng Mặt Trời có thể chia thành hai vùng: vùng chỏm khí quyển ở cực nam có màu sáng (đỏ thẫm) và những dải tối về phía xích đạo (xem hình bên phải). Biên giới giữa hai vùng nằm ở vĩ độ khoảng −45 độ. Một dải hẹp chia tách nằm ở vĩ độ từ −45 và −50 độ (màu trắng) là đặc điểm lớn sáng nhất trên bán cầu được chiếu sáng của hành tinh. Nó được gọi là "vòng" (collar) phương nam. Chỏm cực và vòng có thể là những vùng đậm đặc của mây methan nằm ở cao độ có áp suất từ 1,3 đến 2 bar (xem ở trên). Bên cạnh cấu trúc lớn của những dải khí quyển, Voyager 2 đã quan sát thấy 10 đám mây sáng nhỏ, đa số nằm cách vài độ về phía bắc so với vòng sáng. Nhưng nhìn chung Sao Thiên Vương dường như là hành tinh chết không còn hoạt động khí quyển khi quan sát năm 1986. Nhưng cũng bởi vì Voyager 2 chỉ quan sát được bán cầu nam hành tinh và các nhà khoa học không thể biết khí quyển ở bán cầu bắc như thế nào. Vào đầu thể kỷ 21, khi vùng bán cầu bắc bắt đầu được Mặt Trời chiếu sáng, kính thiên văn không gian Hubble (HST) kính thiên văn Keck bắt đầu thực hiện quan sát và các nhà khoa học đã không nhìn thấy chỏm cực khí quyển hay vòng sáng ở bán cầu bắc. Do vậy Sao Thiên Vương hiện lên bất đối xứng trong cấu trúc khí quyển: những vùng sáng nằm gần cực nam và vùng tối đều nằm ở phía bắc tính từ vòng sáng phương nam (bao gồm cả vùng xích đạo tối). Năm 2007, khi Sao Thiên Vương đến vị trí điểm phân, vòng sáng phương nam (collar) hầu như biến mất, trong khi đó có một vòng mờ phương bắc xuất hiện ở vĩ độ 45 độ.

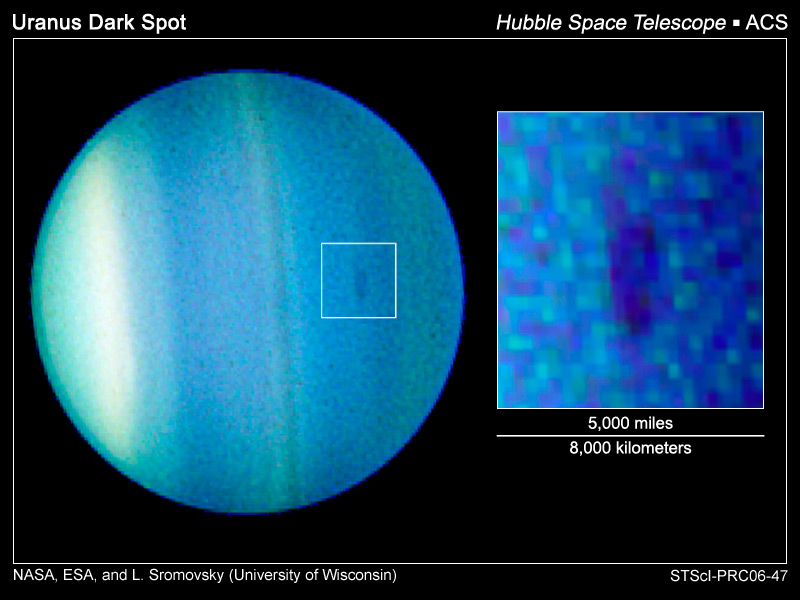
Các nhà thiên văn quan sát thấy vết tối đầu tiên trên Sao Thiên Vương. Ảnh chụp bởi camera ACS của kính thiên văn HST năm 2006.

Trong thập niên 1990, số lượng các đám mây sáng tăng lên đáng kể một phần nhờ kỹ thuật quan sát và chụp ảnh phân giải cao. Đa số các đám mây này ở bán cầu bắc khi chúng bắt đầu hiện ra. Một cách giải thích ban đầu—rằng những đám mây sáng dễ dàng nhận ra trong phần tối của hành tinh, trong khi ở bán cầu nam vòng sóng đã làm mờ chúng đi—là không đúng: số lượng thực sự các đám mây đã tăng lên đáng kể. Tuy thế có sự khác biệt giữa những đám mây ở mỗi bán cầu. Các đám mây bán cầu bắc nhỏ hơn, sắc nét hơn và sáng hơn so với đám mây ở bán cầu nam. Dường như chúng nằm ở cao độ lớn hơn. Thời gian tồn tại của các đám mây cũng có sự khác biệt. Một số đám mây nhỏ tồn tại trong vòng vài giờ, trong khi nhiều đám mây ở bán cầu nam đã tồn tại từ chuyến bay qua của Voyager năm 1986. Những quan sát gần đây cũng phát hiện ra đặc điểm của những đám mây trên Sao Thiên Vương có rất nhiều điểm chung với mây trên Sao Hải Vương. Ví dụ, các Vết tối tồn tại trên Sao Hải Vương chưa từng được quan sát trên Sao Thiên Vương trước năm 2006, khi Vết tối đầu tiên được chụp ảnh và các nhà khoa học đặt tên nó là Vết Tối Sao Thiên Vương. Người ta nghĩ rằng Sao Thiên Vương trở lên giống với Sao Hải Vương trong thời gian nó ở điểm phân.
Việc theo dõi một số lớn các đám mây cho phép các nhà thiên văn xác định được tốc độ gió trên tầng đối lưu của Sao Thiên Vương. Tại xích đạo gió thổi theo hướng nghịch, có nghĩa là nó thổi ngược hướng với hướng tự quay của hành tinh. Tốc độ gió ở đây trong khoảng −100 đến −50 m/s. Tốc độ gió tăng lên theo khoảng cách đến xích đạo (tính theo giá trị âm), đạt giá trị bằng 0 tại vĩ độ ±20°, nơi có nhiệt độ cực tiểu của tầng đối lưu. Gần hơn về phía hai cực, gió đổi hướng và thổi theo hướng thuận chiều với chiều tự quay hành tinh. Tốc độ gió tiếp tục tăng và đạt cực đại tại vĩ độ ±60° trước khi giảm trở lại giá trị 0 tại hai cực. Tốc độ gió tại vĩ độ −40° biến đổi từ 150 tới 200 m/s. Do vòng khí quyển (collar) che khuất mọi đám mây bên dưới nó và song song với nó, tốc độ gió trong tầng đối lưu thuộc vĩ độ giữa vòng sáng và cực nam không thể đo được. Ngược lại, trong bán cầu bắc tốc độ gió cực đại cao tới 240 m/s ở vĩ độ gần +50 độ.

### Sự biến đổi của mùa

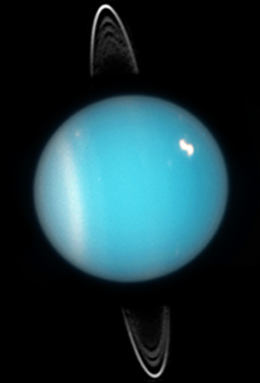
Vành đai, vòng trắng ở bán cầu nam và đám mây sáng ở bán cầu bắc qua ảnh chụp của camera ACS của HST năm 2005.

Trong thời gian ngắn từ tháng 3 tới tháng 5 năm 2004, có một số đám mây lớn xuất hiện trong khí quyển Sao Thiên Vương, và hành tinh hiện lên giống như Sao Hải Vương. Các quan sát cũng ghi nhận kỷ lục mới về tốc độ gió cỡ 229 m/s (824 km/h) và một cơn giông tồn tại lâu mà các nhà khoa học gọi là "Pháo hoa ngày 4 tháng 7". Ngày 23 tháng 8 năm 2006, các nhà nghiên cứu ở Viện Khoa học Không gian (Boulder, CO) và Đại học Wisconsin phát hiện thấy một vết tối trên khí quyển Sao Thiên Vương, cho phép các nhà thiên văn học hiểu sâu hơn về hoạt động khí quyển của hành tinh. Họ vẫn chưa hiểu được đầy đủ tại sao có sự bất thình lình xuất hiện vết tối này, nhưng dường như độ nghiêng trục quay của hành tinh đã gây ra quá trình biến đổi khắc nghiệt theo mùa của Sao Thiên Vương. Việc xác định bản chất của sự biến đổi mùa là rất khó bởi vì những dữ liệu tin cậy về khí quyển của Sao Thiên Vương mới chỉ thu thập trong khoảng thời gian nhỏ hơn 84 năm, hay một năm của Sao Thiên Vương. Các nhà khoa học cũng phát hiện thêm một số hiện tượng mới. Sử dụng kỹ thuật đo thông lượng bức xạ điện từ (photometry) phát ra từ hành tinh trong khoảng thời gian một nửa năm Sao Thiên Vương (bắt đầu trong thập niên 1950) đã cho thấy có sự biến đổi đều về độ sáng trong hai dải phổ, với độ sáng cực đại xuất hiện vào lúc hành tinh ở điểm chí và cực tiểu khi nó ở điểm phân. Một hiện tượng biến đổi tuần hoàn khác, với cực đại tại điểm chí, thông qua phép đo sóng vi ba đối với tầng đối lưu sâu phía dưới bắt đầu thực hiện từ thập niên 1960. Những đo lường về nhiệt độ của tầng bình lưu thực hiện từ thập niên 1970 cũng chỉ ra giá trị cực đại gần thời gian của hành tinh ở điểm chí năm 1986. Yếu tố chính của sự biến đổi này xảy ra là do ảnh hưởng của góc quan sát hình học khi theo dõi Sao Thiên Vương từ Trái Đất.
Có một số lý do để tin rằng sự thay đổi của các tính chất vật lý theo mùa đang xảy ra trên Sao Thiên Vương. Thực tế hành tinh có một vòng sáng và chỏm cực khí quyển ở vùng cực nam, trong khi phần còn lại bao gồm cả bán cầu bắc lại khá mờ nhạt và tĩnh lặng trong bước sóng khả kiến, hay nó không tương thích với mô hình về sự thay đổi mùa nêu ở trên. Trong thời gian của hành tinh ở điểm chí năm 1944, Sao Thiên Vương có một số điểm sáng và cực bắc của nó không phải luôn luôn mờ nhạt. Thông tin này cho thấy các cực có lúc sáng lên trước lúc điểm chí và tối đi sau lúc điểm phân. Những phân tích chi tiết từ dữ liệu đo qua bước sóng khả kiến và vi ba cho thấy có sự biến đổi chu kỳ về độ sáng không hoàn toàn đối xứng xung quanh thời gian hành tinh ở điểm chí, và các nhà khoa học cũng quan sát thấy có sự biến đổi trong suất phản chiếu hình học dọc theo kinh tuyến (bắc-nam) của hành tinh. Cuối cùng trong thập niên 1990, khi Sao Thiên Vương đi ra khỏi điểm chí, kính thiên văn không gian Hubble và những kính mặt đất phát hiện thấy chỏm cực khí quyển ở cực nam đã tối đi đáng kể (ngoại trừ vòng sáng (collar) bán cầu nam, nó không bị biến đổi độ sáng), trong khi ở bán cầu bắc bắt đầu có sự gia tăng hoạt động trong khí quyển, như bắt đầu hình thành các đám mây, gió thổi mạnh hơn, củng cổ thêm dự đoán bán cầu bắc sẽ có màu sáng dần lên. Điều này thực sự đã diễn ra vào năm 2007 khi hành tinh đến vị trí điểm phân: xuất hiện một vòng khí quyển mờ ở bán cầu bắc, trong khi vòng bán cầu nam gần như biến mất, mặc dù sự phân bố gió thổi dọc theo vĩ độ vẫn còn khá lệch, với gió ở bán cầu bắc thổi chậm hơn gió ở bán cầu nam.
Cơ chế vật lý cho sự thay đổi vẫn chưa biết rõ ràng. Gần thời gian đông chí và hạ chí, hai bán cầu của Sao Thiên Vương hoặc là được chiếu hoàn toàn bởi ánh sáng Mặt Trời hoặc là nằm trong bóng tối. Sự sáng lên trong bán cầu được chiếu sáng được cho là kết quả từ sự phản chiếu của những đám mây methan và lớp khói bụi nằm trong tầng đối lưu. Vòng sáng nằm ở vĩ độ −45°Cũng có sự liên hệ với các đám mây methan. Những sự thay đổi khác trong vùng cực nam có thể giải thích bằng sự thay đổi của những lớp mây ở cao độ thấp trong khí quyển. Sự biến đổi trong tín hiệu bức xạ vi ba phát ra từ Sao Thiên Vương có khả năng là do sự thay đổi của hiện tượng vận động trong khí quyển ở sâu trong tầng đối lưu, bởi vì những đám mây dày và bụi khói ở cực có thể cản trở bức xạ vi ba. Sự thay đổi động lực khí quyển cũng như hiện tượng đối lưu cũng thay đổi theo mùa khi Sao Thiên Vương đến điểm phân hoặc điểm chí.

## Sự hình thành
Thommes lập luận rằng sự khác nhau giữa hành tinh băng đá và hành tinh khí khổng lồ có thể bao gồm trong cả quá trình hình thành lên chúng. Một giả thuyết cho rằng Hệ Mặt Trời hình thành từ một đám khí và bụi mà người ta gọi là tinh vân tiền Mặt Trời. Đa số các đám tinh vân này chứa chủ yếu là hiđrô và heli, thành phần chủ yếu của Mặt Trời, trong khi các hạt bụi và thiên thạch cũng như tiểu hành tinh tụ tập lại hình thành lên những tiền hành tinh. Theo thời gian, một số bồi tụ đủ vật chất để lực hấp dẫn của nó có thể bắt giữ được khí trong tinh vân nguyên thủy. Chúng bắt giữ càng nhiều khí thì càng trở lên lớn hơn; hành tinh càng lớn hơn thì lại càng thu hút nhiều khí về phía nó cho đến một điểm giới hạn, thì kích thước hành tinh bắt đầu tăng theo hàm mũ. Những hành tinh băng đá, với khối lượng chỉ vài lần cho đến khoảng vài chục lần khối lượng Trái Đất, không bao giờ đạt đến điểm giới hạn này. Những mô phỏng gần đây về quá trình hình thành Hệ Mặt Trời cho thấy các hành tinh băng đá từng có quỹ đạo gần Mặt Trời hơn so với hiện tại, trong quá trình hình thành và bồi tụ khí chúng có bán quỹ đạo tăng dần đẩy chúng ra xa khỏi quỹ đạo ban đầu sau khi hình thành. Những giả thuyết này được miêu tả chi tiết trong "mô hình Nice" về sự hình thành và động lực của Hệ Mặt Trời, do "Observatoire de la Côte d'Azur" ở Nice phát triển.

## Vệ tinh tự nhiên

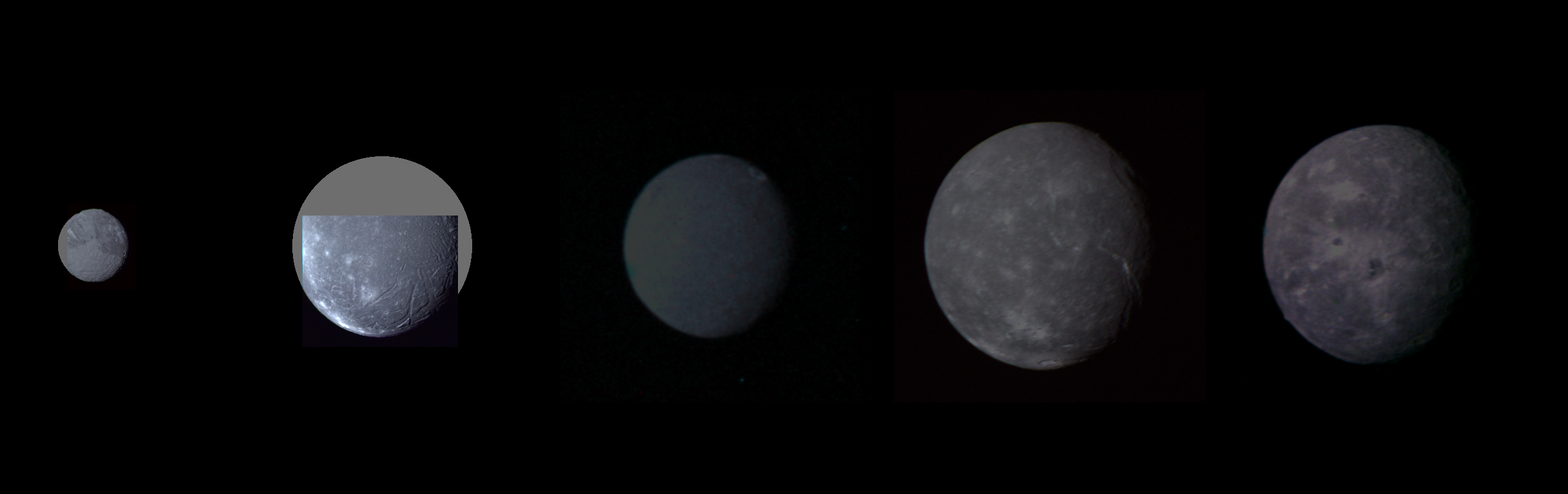
Những vệ tinh lớn của Sao Thiên Vương theo thứ tự tăng dần khoảng cách đến hành tinh (trái sang phải), với đường kính của chúng vẽ theo tỷ lệ và thể hiện suất phản chiếu (ảnh của Voyager 2).

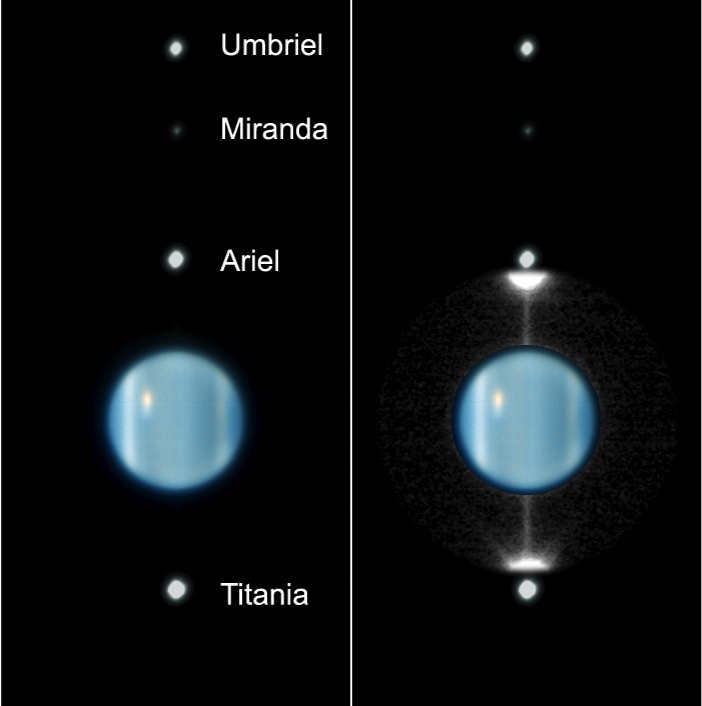
Hệ thống Sao Thiên Vương(ảnh của NACO/VLT).

Cho tới nay các nhà thiên văn biết Sao Thiên Vương có 28 vệ tinh tự nhiên. Tên gọi của những vệ tinh được chọn theo tên của các nhân vật trong các tác phẩm của danh hào Shakespeare và Alexander Pope. Năm vệ tinh lớn nhất là Miranda, Ariel, Umbriel, Titania và Oberon. Tổng khối lượng các vệ tinh của hành tinh này là nhỏ nhất trong số các hành tinh khổng lồ khác; thực vậy, tổng khối lượng của năm vệ tinh chính thậm chí còn nhỏ hơn một nửa khối lượng của một mình vệ tinh Triton của Sao Hải Vương. Vệ tinh lớn nhất là Titania, có bán kính chỉ bằng 788,9 km hay nhỏ hơn một nửa của Mặt Trăng, nhưng hơi lớn hơn vệ tinh Rhea, vệ tinh lớn thứ hai của Sao Thổ, và Titania là vệ tinh lớn thứ tám trong Hệ Mặt Trời. Các vệ tinh có suất phản chiếu thấp; từ 0,20 đối với Umbriel cho đến 0,35 đối với Ariel (trong ánh sáng xanh). Đa số các vệ tinh có thành phần băng-đá với khoảng 50% băng và 50% đá. Băng có thể bao gồm băng amonia và băng cacbon dioxide.
Trong các vệ tinh này, Ariel có bề mặt trẻ nhất với chỉ một vài hố va chạm, trong khi Umbriel là vệ tinh già nhất. Miranda có một khe đứt gãy địa chất với độ sâu 20 kilômét, các nếp gấp trong địa hình, và sự biến đổi hỗn độn trên bề mặt theo thời gian. Hoạt động địa chất trong quá khứ của Miranda bị ảnh hưởng bởi nội nhiệt thủy triều (tidal heating) khi quỹ đạo của nó có độ lệch tâm lớn hơn so với hiện tại, có lẽ là do kết quả của quỹ đạo cộng hưởng hiện tại 3:1 với vệ tinh Umbriel. Quá trình thâm nhập, tách giãn và trồi sụt của bề mặt đã dẫn đến xuất hiện những khe nứt giống như "đường đua" - như các miệng hố va chạm có hình vương miện (corona). Vệ tinh Ariel cũng có khả năng từng có quỹ đạo cộng hưởng 4:1 với vệ tinh Titania.
Sao Thiên Vương có ít nhất một vật thể trên quỹ đạo gần điểm Lagrange L3 của Mặt Trời và Sao Thiên Vương—một vùng quỹ đạo không ổn định hấp dẫn tại vị trí đối diện 180º trên quỹ đạo của nó, đó là vật thể 83982 Crantor. Crantor hiện tại trên một quỹ đạo tạm thời hình móng ngựa trong vùng đồng quỹ đạo với Sao Thiên Vương. 
2010 EU65 có thể sẽ là một vật thể thứ hai tương tự trên quỹ đạo hình móng ngựa đi theo hành tinh này.

## Thăm dò

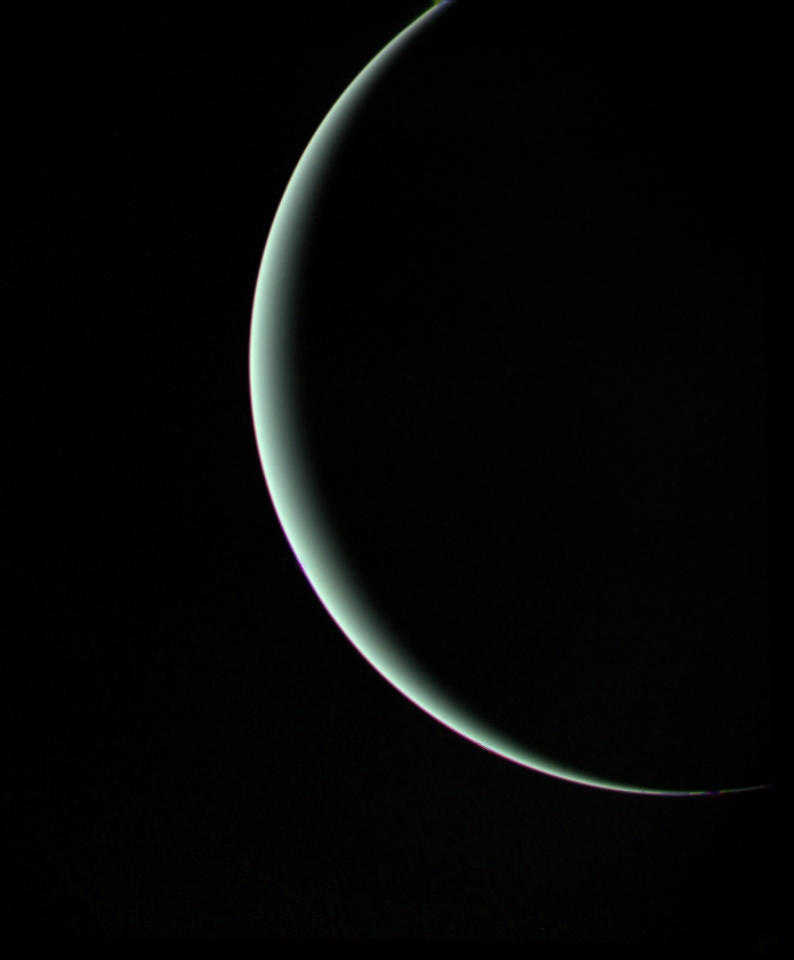
Hình ảnh lưỡi liềm chụp từ Voyager 2 khi nó đang bay xa khỏi hành tinh.

Năm 1986, tàu không gian Voyager 2 bay liên hành tinh đã lướt qua Sao Thiên Vương. Cho đến nay là con tàu duy nhất bay qua hành tinh này ở khoảng cách ngắn, và cũng chưa có một kế hoạch gửi một tàu nào đến thăm dò nó. Phóng lên năm 1977, Voyager 2 bay gần Sao Thiên Vương nhất vào ngày 24 tháng 1 năm 1986, cách những đám mây trên cao của hành tinh ở khoảng 81.500 kilômét, trước khi tiếp tục bay lướt qua Sao Hải Vương. Voyager 2 đã nghiên cứu cấu trúc và thành phần hóa học trong khí quyển, bao gồm đặc điểm thời tiết kỳ lạ so độ nghiêng trục quay 97,77°Của hành tinh. Nó cũng chụp ảnh và quan trắc năm vệ tinh lớn nhất của Sao Thiên Vương, và khám phá ra thêm 10 vệ tinh mới. Con tàu cũng khảo sát 9 vành đai đã biết và phát hiện thêm 2 vành mới. Voyager 2 cũng mang theo thiết bị nghiên cứu từ trường hành tinh, cấu trúc bất thường của nó, độ nghiêng trục quay và đuôi từ xoắn ốc của Sao Thiên Vương.
Các nhà khoa học từng đề xuất kế hoạch gửi tàu Cassini đến Sao Thiên Vương trong hội nghị về mở rộng chương trình thám hiểm của tàu năm 2009 nhưng cuối cùng kế hoạch này bị hủy bỏ. Nếu gửi đi, con tàu sẽ mất khoảng 20 năm hành trình từ Sao Thổ đến Sao Thiên Vương. Một tàu quay quanh hành tinh và thiết bị thăm dò khí quyển Sao Thiên Vương cũng được đề xuất trong hội nghị kế hoạch Khảo sát thế kỷ Khoa học Hành tinh giai đoạn 2013–2022 vào năm 2011; với kế hoạch phóng tàu vào năm 2020–2023 và thời gian hành trình 13 năm đến Sao Thiên Vương. Thiết bị thả xuống khí quyển Sao Thiên Vương có thể sử dụng kiểu thiết kế của thiết bị "Pioneer Venus Multiprobe" và thả rơi 1 đến 5 thiết bị vào khí quyển hành tinh này. Cơ quan ESA cũng đã đánh giá một phi vụ lớp trung bình gọi là "Uranus Pathfinder". Một tàu quỹ đạo "New Frontiers Uranus Orbiter" đã được nêu ra và khuyến nghị trong chương trình nghiên cứu, The Case for a Uranus Orbiter. Những phi vụ này có đề xuất gửi một tàu với khối lượng trên 1500 kg bằng tên lửa Atlas 521 với hành trình khoảng 12 năm.

## Trong văn hóa
Trong chiêm tinh học, Sao Thiên Vương () là hành tinh cai trị cung Bảo Bình. Vì hành tinh này hiện lên có màu xanh lơ và thần Uranus thường đi kèm với sức mạnh của sét, và màu xanh điện (electric blue), màu gần với màu xanh lơ, thường đi kèm với ký hiệu (♒) của chòm sao này.
Nguyên tố hóa học urani, do nhà hóa lý người Đức Martin Heinrich Klaproth phát hiện năm 1789, được ông đặt tên này nhằm ủng hộ cho tên gọi trong thời gian hành tinh này mới được phát hiện. Uranus, the Magician là một chương trong bản nhạc thính phòng The Planets của nhạc sĩ Gustav Holst, viết trong giai đoạn 1914 và 1916. Chiến dịch Sao Thiên Vương là một chiến dịch quân sự trong Chiến tranh thế giới lần II do Hồng quân Liên Xô tổ chức tấn công nhằm bảo vệ thành phố Stalingrad và đánh dấu bước ngoặt trong chiến tranh vệ quốc chống lại quân đội Wehrmacht.
Dòng thơ, Then felt I like some watcher of the skies/When a new planet swims into his ken, trong bài thơ On First Looking Into Chapman's Homer của nhà thơ người Anh John Keats chính là nhắc về khám phá của Herschel về Sao Thiên Vương.
Tên tiếng Anh Uranus cũng thường sử dụng như một câu nói đùa trong cách phát âm thông tục của từ này. Tuy nhiên, cách nói đùa này không phản ánh tính ưu tiên trong sự phát âm của các nhà thiên văn học, mà là "you-ranus", với trọng âm rơi vào âm tiết thứ nhất.